# Història de la xocolata

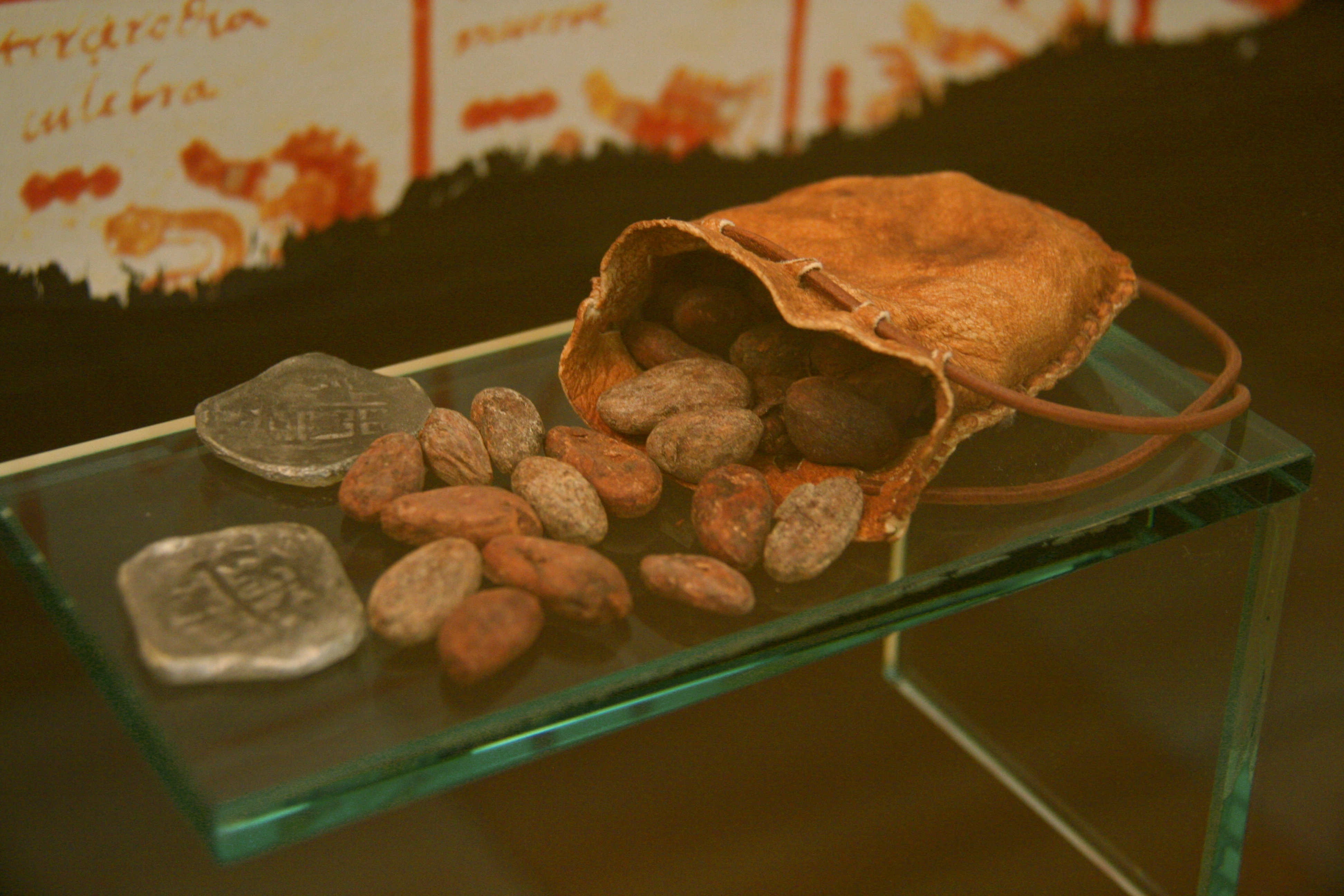
Grans de cacau, entesos com a moneda a les cultures de Mesoamèrica

La història de la xocolata és la descripció seqüenciada d'esdeveniments sobre com s'ha propagat al llarg del món la xocolata des de la domesticació d'un arbre anomenat cacau (Theobroma cacao) originari de Mesoamèrica
La seva elaboració procedeix del processament de la fruita del theobroma cacao. Per regla general es denomina xocolata al producte final del processament del cacau. El cultiu del cacau, i el seu consum, fan que la xocolata va adquirir rellevància social, religiosa, medicinal, política i econòmica en diverses societats. La seva propagació, acceptació i difusió al llarg del món és tal, que en l'actualitat no existeix regió on no hagi arribat la seva influència. El seu consum i posterior producció involucra milions de persones, així com a diverses nacions al llarg del món. Inicialment va ser consumit per la civilització olmeca fa tres mil anys com beguda i posteriorment emprat com a moneda pels Maies, traslladant-se posteriorment a l'Imperi Asteca. Durant l'època del declivi d'aquestes cultures precolombines, i començada la colonització espanyola d'Amèrica, després de la conquesta espanyola de l'Imperi asteca, el coneixement de la xocolata arriba a Europa mitjançant el monopoli inicial creat per Espanya sobre el producte del cacau. A Espanya canvia la fórmula inicial, se li endolceix amb sucre de canya i s'aromatitza amb canyella, aconseguint inicialment una gran acceptació social. La xocolata és l'aliment originari d'Amèrica que, comparat amb els altres, s'incorpora amb major popularitat a la societat europea del segle xvii. D'Espanya passa a la cort francesa i a les xarxes conventuals i religioses italianes. A poc a poc s'aniria estenent el seu consum al llarg de tots els països europeus i asiàtics, i el cultiu de cacau establint-se a Àfrica.
La xocolata va romandre en estat líquid, com beguda, fins ben arribat el final del segle xix. Concretament el 1828 quan va ser emprada la premsa hidràulica en l'extracció de la mantega de cacau. Els descobriments tècnics posteriors, realitzats a Europa, per tal de millorar tant la seva manipulació com la seva elaboració, i el millor coneixement sobre la composició de la xocolata, va aconseguir modificar el seu aspecte inicial de beguda. Al pas del segle xix al xx sorgeixen com a novetat les primeres elaboracions confiteres de xocolata sòlida: bombons, praliné, i barres de xocolata. Les característiques que necessita la planta per al seu creixement fan que el cacau es pugui conrear només en algunes regions amb clima tropical, inicialment d'Amèrica, canviant de mica en mica. En l'actualitat més de la meitat de la producció del cacau prové de Costa d'Ivori, sent la producció a Amèrica inferior a la tercera part (el major productor és Brasil en la profunditat de la selva amazònica), i completen la producció Àsia i Oceania (plantacions de Malàisia i Nova Guinea).

## Orígens

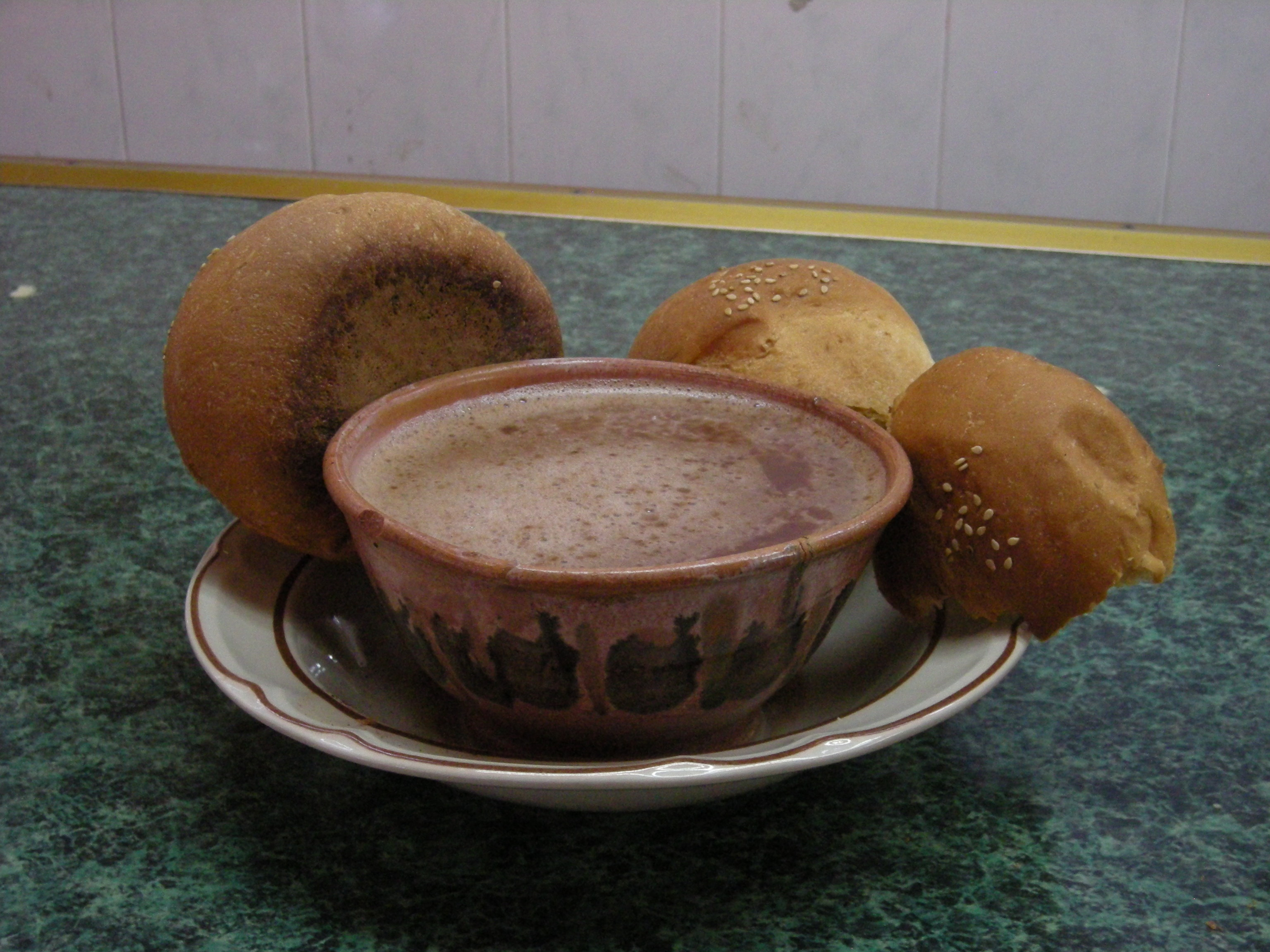
Durant la gran part de la història de la xocolata, aquest ha estat una beguda (a la imatge un servei tradicional de xocolata a Oaxaca acompanyat de pa de rovell".

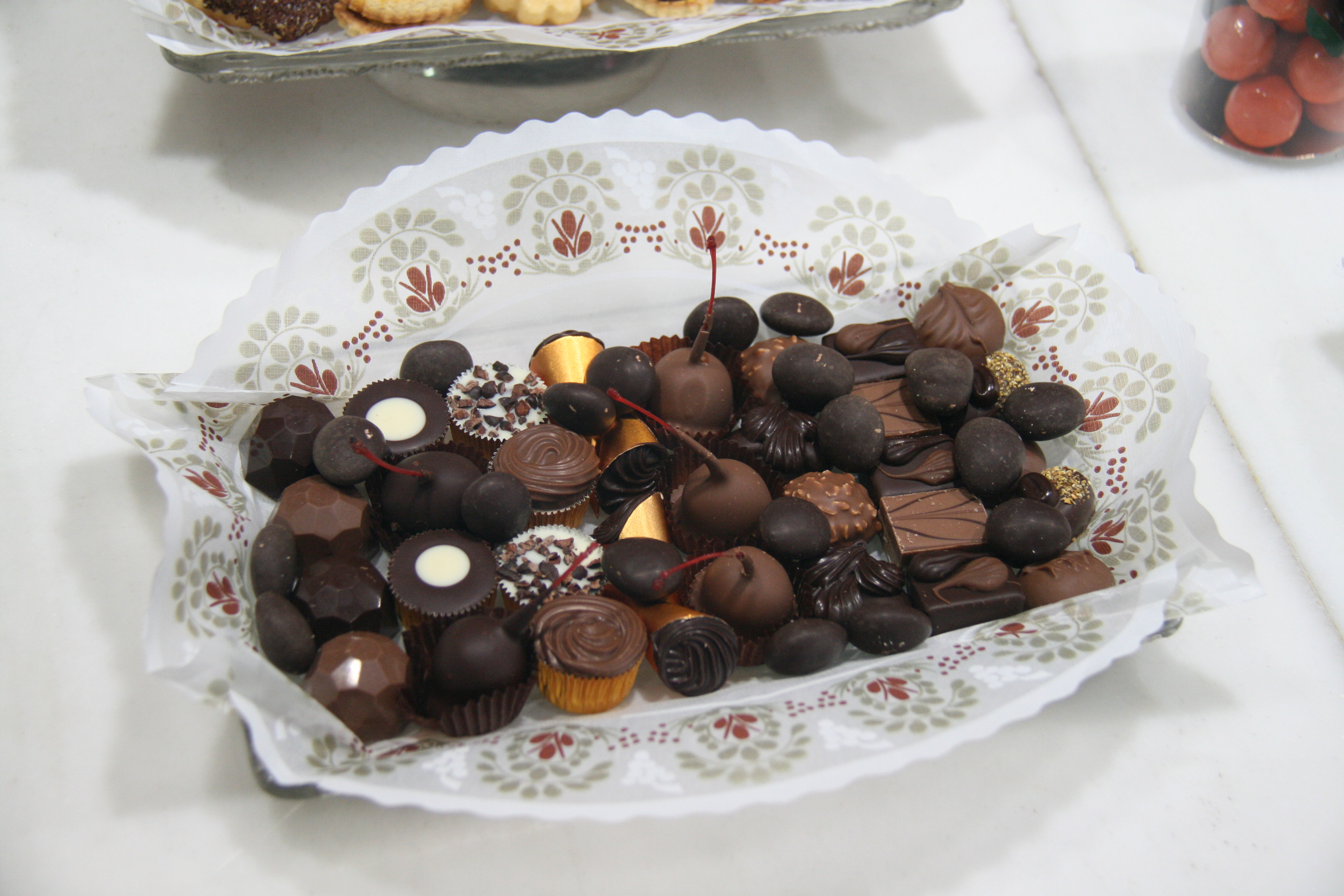
La presentació de la xocolata sòlida només es va poder aconseguir a causa de les millores introduïdes en la indústria xocolatera de fi de.

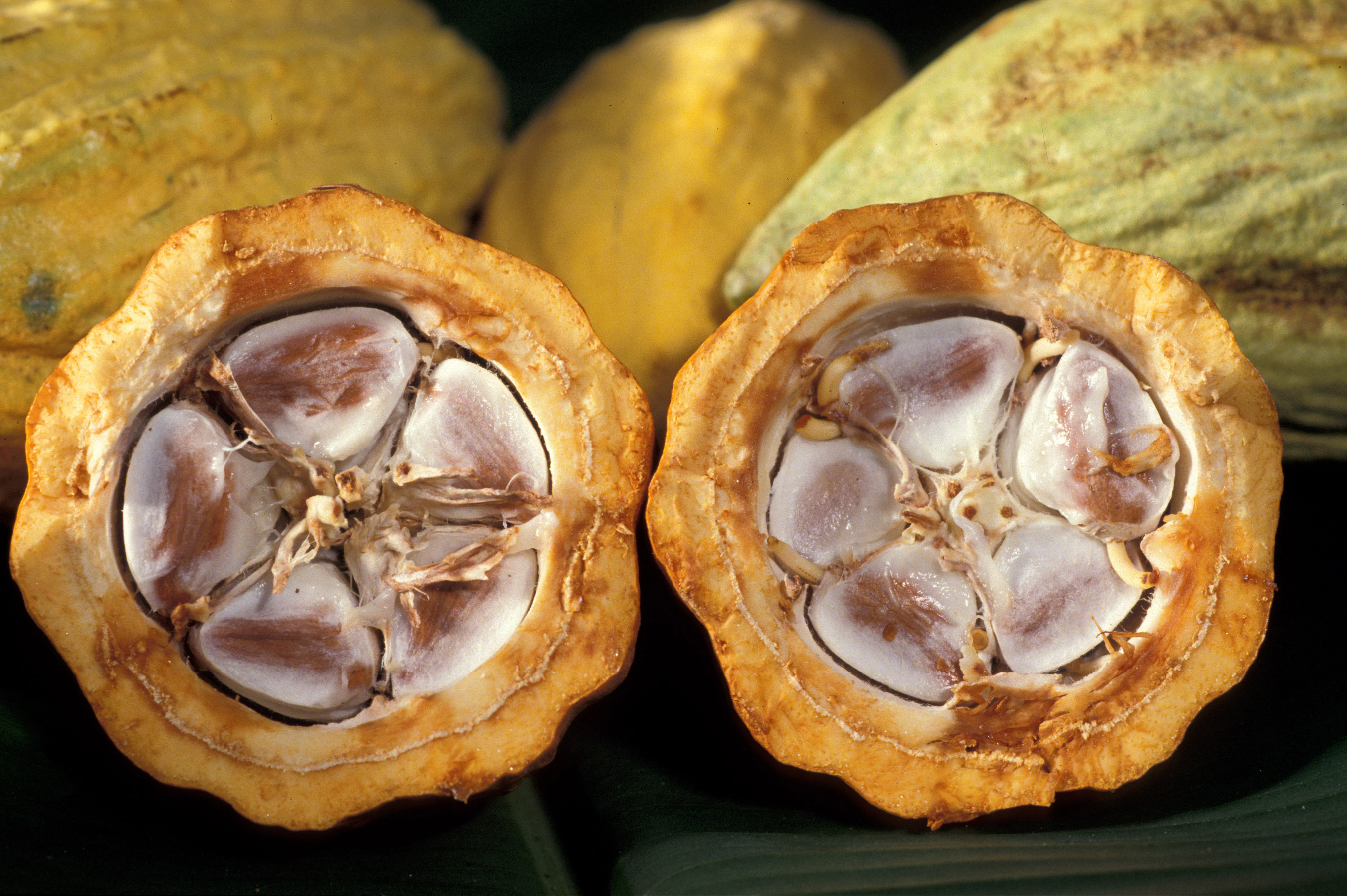
Fruit de la xocolata fos, secció transversal. S'observen les llavors (ametlles) en el seu interior.

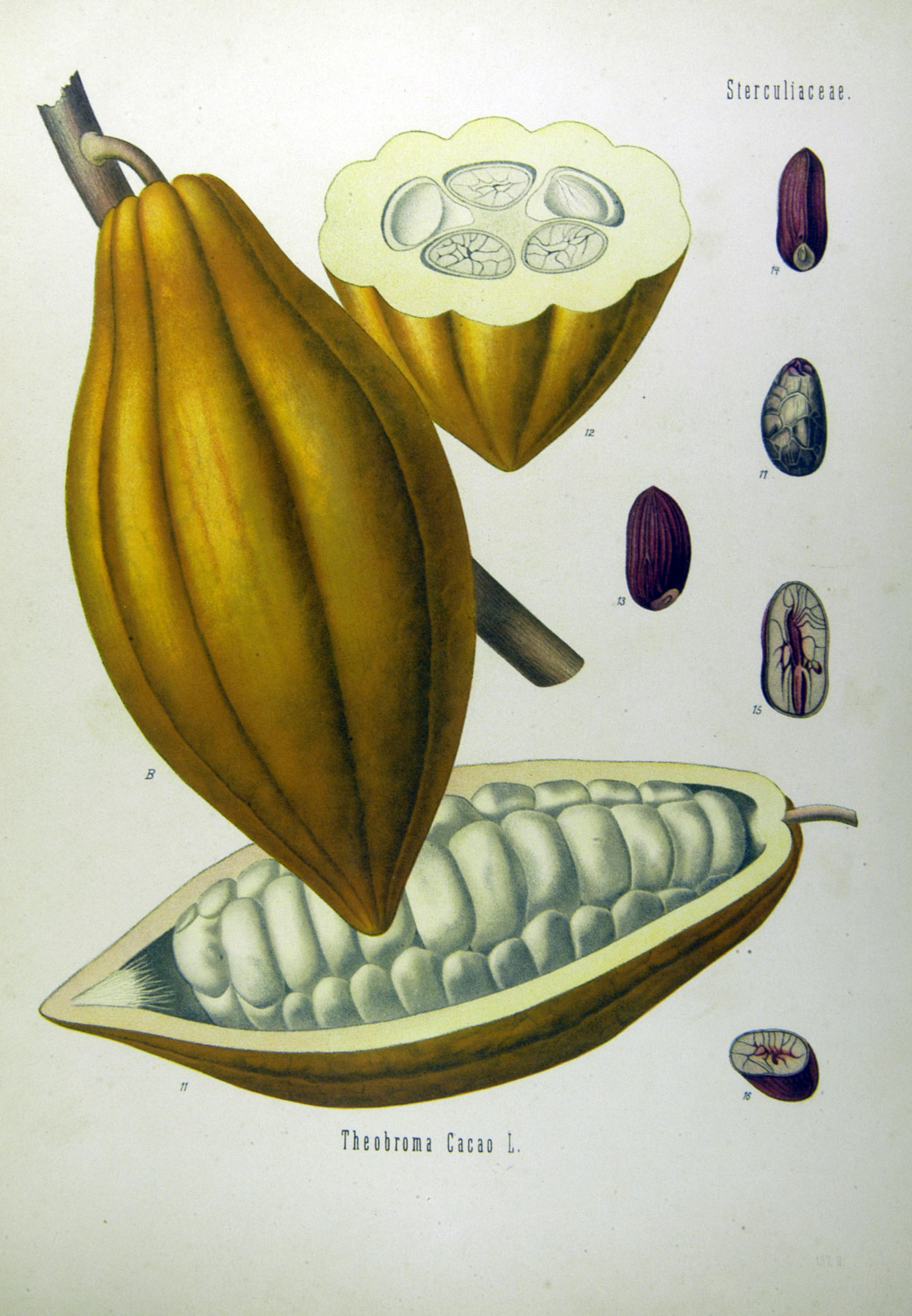
Representacions del cacau.

El cacau és un arbre que es reprodueix en una estreta franja al voltant de l'equador terrestre que va aproximadament des dels 20º de latitud nord als 20º de latitud sud. Aquesta característica de la planta fa que es delimiti clarament els seus orígens a unes certes àrees al planeta, a part d'això, no hi ha cap dubte possible entre els científics que el seu origen es troba en certes zones de Mesoamèrica. Quan l'arbre del cacau floreix, i la seva flor és convenientment pol·linitzada, genera una espècie de beina (o panotxa) de vint centímetres de longitud que penja de les branques de l'arbre. Aquesta beina desenvolupa en el seu interior entre trenta i quaranta mongetes en forma d'ametlles de color marró-vermellós que es troben immerses en una polpa blanquinosa i viscosa amb un lleuger sabor dolç. El seu aspecte i característiques són tan robustos i resistents que, fins i tot madura, no pot ser trencada sense ajuda d'un instrument, a excepció de l'ésser humà, que mitjançant l'ús de matxets, les obre disseminant el seu interior. El contingut d'alcaloides en les ametlles de cacau els dona un sabor amarg i, per tant, molt desagradable als animals que desitgin alimentar-se d'elles. No obstant això, el mesocarpi de l'interior de les beines que envolta les llavors és dolç i d'una textura agradable, raó aquesta per la qual possiblement atragués als homes al seu primer consum, rebutjant finalment les ametlles amargues. Les beines necessiten entre quatre i cinc mesos per aconseguir la seva grandària i un altre mes més per aconseguir el seu estat de maduració. Aquest ritme del cacau fa que hi hagi aproximadament dos períodes de recol·lecció anuals.
No hi ha consens entre els investigadors per determinar quina cultura americana va domesticar l'arbre del cacau per primera vegada. Malgrat tot cal destacar que hi ha un procés laboriós que va de les amargues i astringents llavors del cacau, fins a l'elaboració de la beguda que es solia fer amb elles. La polpa blanca de les panotxes de cacau era consumida pel seu sabor lleugerament dolç a Amèrica del Sud, rebutjant les granes, mentre que a Amèrica Central les granes es feien fermentar amb la polpa donant lloc a la beguda de cacau. Això va fer que el cacau es consumís popularment a Mesoamèrica. Una de les primeres iconografies sobre el cacau provenen del Perú, però les referències escrites (en forma de jeroglífics), són posteriors, i provenen de Mesoamèrica.

### La proto-xocolata
Mentre que la polpa viscosa de les beines és fàcilment identificable com a aliment, era difícil percebre per part dels humans que poguessin emprar les amargues ametlles del seu interior. És molt possible que en els seus començaments fossin rebutjades i això produís la seva fermentació casual. Alguns autors de l'època sostenen que les ametlles es podrien haver emprat com a medicina. Per sort les llavors del cacau abandonades tenen tendència a fermentar i afortunadament aquest procés natural disminueix la concentració de substàncies astringents que feien tan desagradables als animals l'ús de les llavors fresques, acabades de sortir de les beines. Un lleuger assecat i un posterior torrat al sol van millorant les qualitats organolèptiques del cacau. És molt possible que aquests simples passos en l'elaboració de la xocolata, emprades igualment en l'actualitat mitjançant l'ús de modernes tecnologies, s'haguessin donat de forma casual i espontània en certs llocs de Mesoamèrica entre el 800 aC. i el 500 aC Hi ha proves d'elaboració de begudes alcohòliques mitjançant la fermentació alcohòlica de la polpa en les primeres cultures de Mesoamèrica. Les granes de cacau exposades a una font calòrica, bé sigui un foc o una superfície calenta, donen una aroma penetrant que envaeix l'aire circumdant.
Les anàlisis químiques realitzades a un atuell trobat a les excavacions d'El Manatí, situat dins de l'Ejido del Macayal, al municipi de Hidalgotitlán, Veracruz, conclouen que el consum de cacau pot haver-se donat 800 anys abans del que es creia, en el període formatiu (1900-900 aC). Els atuells datats mitjançant carboni 14 cap al 1750 aC, a part contenen restes de teobromina, component marcador de la presència de cacau en els atuells és al voltant del 1100 aC en el jaciment arqueològic de Port Amagat (nord-est de l'actual Hondures), estudis més recents (d'octubre de 2007) engegats per l'equip d'arqueòlegs dirigits per John Henderson (Universitat Cornell) i Rosemary Joyce (Universitat de Califòrnia, Berkeley) no només ratifiquen que ja en el 1000 aC es consumia la xocolata a la regió sinó que molt probablement el consum es va iniciar cap al 1500 aC, de fet es va trobar en mostres de ceràmica de Belize d'entre el 600 i el 400 aC.
Els orígens de les primeres plantacions domèstiques del cacau es remunten la civilització olmeca, encara que hi ha proves que indiquen la popularitat anterior d'aquest tipus de cultiu. Els Olmeques van ser els primers que van emprar tècniques culinàries com la nixtamalització del blat de moro. L'ús del cacau en la civilització olmeca era habitual com ofrena als déus. L'ús com a beguda medicinal era habitual, però no hi receptes per a consum personal. Els Olmeques no posseïen un sistema d'escriptura i poc se sap de les receptes empeladas en la seva elaboració. Després de l'Izapa s'expandí el coneixement del cacau fins a la província de Soconusco. En algunes de les restes d'atuells es pot veure com el déu anomenat Hongria Hunahpú (déu del blat de moro) apareix suspès d'un arbre del cacau, és possible que en les creences d'aquest període es generés en ells el procés d'elaboració de la beguda del cacau, encara que no hi ha cap document amb la forma d'elaboració, preparació o processament del cacau.

### Període maia

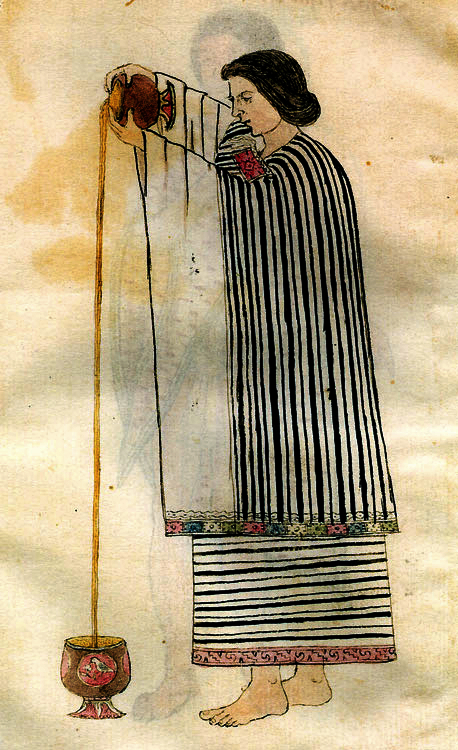
Dona asteca escumant el cacau abocant el contingut d'un atuell a una altra, reproducció del pertanyent al foli 3-r del Còdex Tudela (Museu d'Amèrica).

El poble maia, al contrari de les cultures àgrafes anteriors, usava de descripcions en forma de jeroglífics que conformaven l'anomenada escriptura maia. Emprava majoritàriament com a suport d'escriptura el paper (per regla general paper amate). Queden alguns còdexs supervivents. Cal destacar que només tres còdexs, i una part d'una cambra van sobreviure fins als nostres temps. Un dels més importants: el còdex de Dresden ja mostra el jeroglífic del cacau (kakaw), i en el text es pot veure com davant la deïtat Kon (déu de la pluja) apareix el text: kakaw o hanal (en Idioma maia, el cacau és el seu aliment). El cacau apareix al còdex de Madrid, en la primera part un jove agafa unes beines de cacau, i en una altra quatre déus vessen la seva sang sobre unes beines de cacau. Aquesta última mostra la relació ideogràfica entre el cacau i la sang humana que posteriorment passaria als asteques. No obstant això, dels detalls sobre el consum inicial del kakaw per part de les cultures clàssiques maies hi ha proves arqueològiques a les escenes representades en els atuells trobats durant el període pre-hispànic. Sobre la paraula kakaw existeixen autors que afirmen que és possible que es remunti etimològicament al període olmeca, d'allà passés als maies, i d'aquest a les cultures asteques.
En tots els atuells s'hi pot veure el kakaw servit com beguda o com gruel. Apareix des dels seus inicis en format líquid, o prou viscós com per fluir en recipients variats. Científics de diversos països han identificat la forma de saber si la xocolata va estar en certs recipients mitjançant la determinació d'una "empremta química" detectable en micromostres procedents d'atuells de l'època. Amb aquest mètode emprat per primera vegada el 1990, es van determinar diferents tipus de recipients emprats en les primeres cultures maies. Molts d'aquests recipients s'han trobat a Río Azul i va ser Floyd Lounsbury en els anys setanta el que primer va identificar dins dels jeroglífics maies d'aquests recipients la paraula ca-ca-wa repartida en tres jeroglífics. Aquest descobriment va fer que s'identifiqués posteriorment la paraula gravada en molts altres recipients, a part, és possible determinar químicament, que aquests van tenir, en alguna ocasió, la beguda al seu interior. Un altre dels avenços en la determinació de com es feia el cacau en el període maia ve de la mà de David Stuart. L'ús del cacau com a medicina (per regla general estomacal), era molt habitual. Per aconseguir un millor efecte solia barrejar-se amb altres plantes i d'aquesta manera amb cautxú es curaven les ferides prevenint les infeccions, amb mecaxochitl (piper sanctum) per a la tos, amb uey nacaztli (Chiranthodendron pentadactylon).
Les descripcions dels etnògrafs moderns mostren que els pobles maies tenien una varietat de preparacions del cacau. Totes elles servides i preparades com beguda calenta. El cacau servit amb aigua calenta es denominava chacau haa. En cacau molt se li podia afegir blat de moro i llavors de sapote (en aquest cas la beguda es denominava tzune) i era servit en les ocasions especials. Un dels ingredients aromatitzadors és la vainilla i el hueinacaztli (una planta aromàtica anomenada Cymbopetalum penduliflorum i amb gust similar a la pebre negre). El hueinacaztli serà posteriorment un dels ingredients més típics en les preparacions asteques de xocolata. El cacau se solia barrejar també, amb bitxos secs molts (Capsicum annum). Algunes de les preparacions específiques provenen del Lacandon i es caracteritzen per afegir un agent escumant natural provinent d'una planta enfiladissa (anomenada suqir). En altres casos s'afegia un colorant natural com és el cas del achote (bixa orellana). Les aparicions del cacau són freqüents en el llibre del Popol Vuh ("Llibre del Consell" o "Llibre de la Comunitat"), però el rol del kakaw en els ritus religiosos és ambigu. Però s'esmenta que una deïtat anomenada Hunahpú va ser l'inventor del procés del cacau. Segons el text el cacau prové de la "montaña del sustento" (anomenada paxil) juntament amb el blat de moro.

### Període asteca

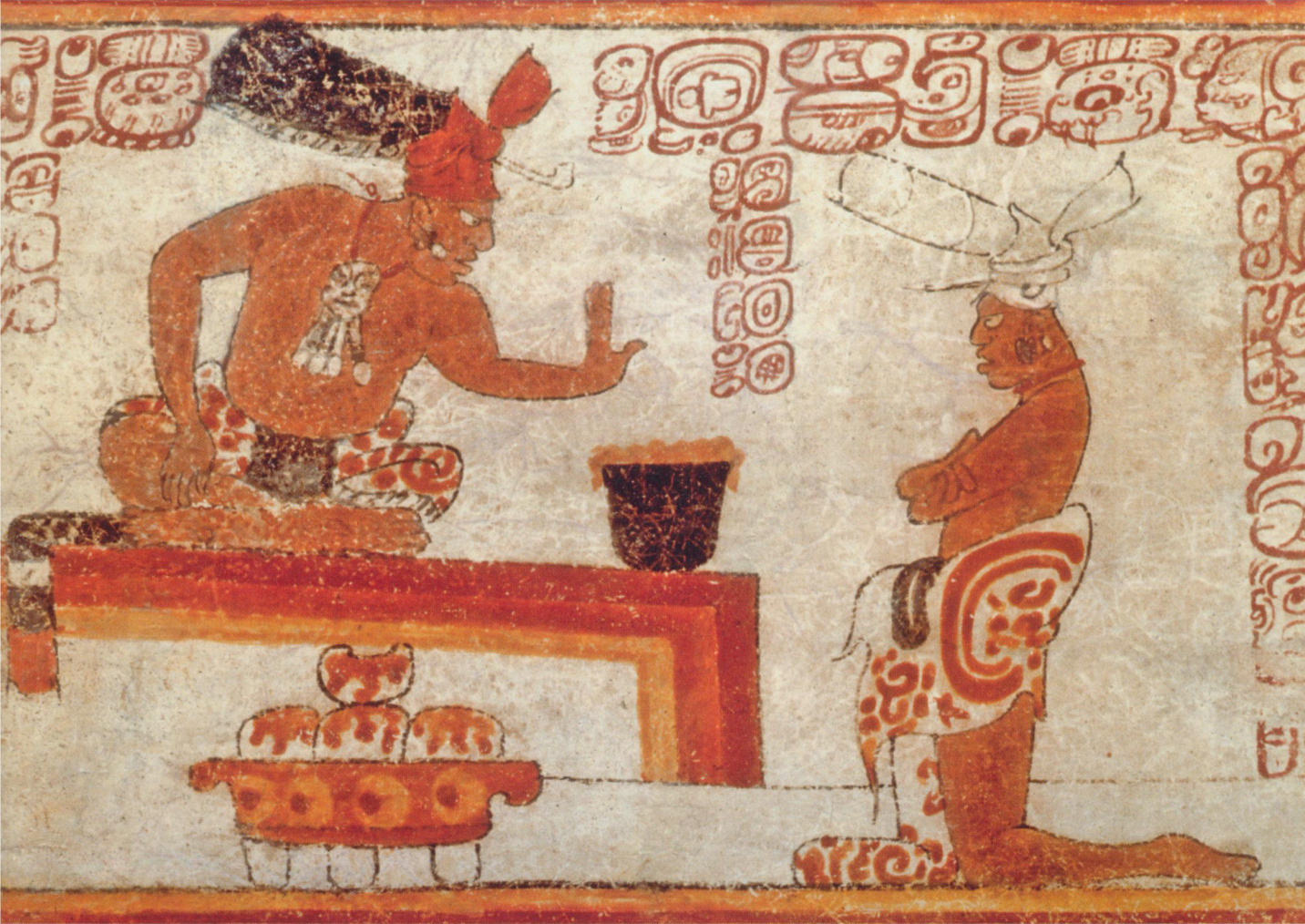
Asteques

L'origen de la paraula cacau i xocolata és avui en dia una controvèrsia entre els científics estudiosos del terme. Alguns autors afirmen que la paraula cacau era originària de les llengües mixezoques arran del costum olmeca sobre el seu ús. D'acord amb aquesta afirmació altres idiomes mesoamericans, inclosos el Náhuatl, van agafar la paraula com a símbol de prestigi i de la influència olmeca. Per altres investigadors la paraula xocolata representa un neologisme més recent, potser un hibridisme maia-náhuatl, pel fet que la seva documentació en les fonts colonials del centre de Mèxic és molt tardana. Ambdues paraules són d'origen descriptiu, al·ludeixen a la forma del gra (cacau) i a la preparació de la beguda (xocolata). Per 'cacau' es proposa la forma ca-Kawa-tl (objecte semblant a un ou), la reduplicació Kawa (ou) del proto-yutoasteca kan (trencadís o dur), i pa (gla, beina). En el cas de la xocolata, es suggereix que la forma simbòlica com "beguda batuda" atès que s'empren batedors (molinets) en la seva preparació. La influència d'aquesta paraula durant l'Imperi Asteca és important, ja que serà la que escoltin majoritàriament els conqueridors espanyols i la paraula que posteriorment es difondrà pel món. De l'ús que fan els Asteques del cacau com a moneda hi ha diversos testimonis.
| «                                                                     | Usen la moneda, no de metall, sinó de nous de certs arbres semblants a l'ametlla | » |
| — Pietro Martire d'Anghiera, Fuentes históricas sobre Colón y América |                                                                                  |   |

Pietro Martire d'Anghiera en una carta al Papa Climent VII li esmenta que la moneda és molt encertada, per predisposar a l'avarícia i al mateix temps una beguda deliciosa i reconfortant. La quantitat de grans de cacau indicaven el valor, el seu valor incremental es mostrava en sistema vigesimal, així quatre grans de cacau (20x20) formaven un zontli, vint zontles (20x400) feien un xiquipilli. Els conqueridors espanyols van aconseguir compilar taules d'equivalències entre alguns productes i el nombre de grans de cacau, per exemple 10 grans equivalien a una llebre, el mateix preu equivalia al preu d'una prostituta, un centenar de grans permetia la compra d'un esclau, etc. El cacau servia sovint com a pagament de tributs durant l'època pre-hispànica, així com per a usos medicinals (tal com es pot veure en els usos mostrats en el Còdex Badiano de 1552). Alguns dels còdexs colonials de Mèxic mostren l'ús del cacau i de la xocolata que observaven els espanyols. Els asteques tenien com beguda popular el iztac octli (era una beguda de fermentació alcohòlica de molt baix contingut alcohòlic procedent de l'Agave tequilana) i la seva elaboració i consum estava reservada a ancians i malalts, l'altra beguda era la xocolata que estava reservada als adults, entre ells a les classes elevades, les elits i els guerrers.
El mètode bàsic per a la preparació de la xocolata (cacahuatl) és bàsicament similar al que prèviament van emprar els Maies. La diferència és que els Asteques servien la xocolata freda, al contrari que els Maies del Yucatán que la servien calenta. Algunes de les notícies més antigues procedeixen d'un anònim espanyol que anomena un cavaller d'Hernán Cortés que en descriure Tenochtitlan explica com "..els asteques molen les ametlles de cacau, hi afegeixen aigua i ho barregen tot amb una cullera. Després d'això, mouen la barreja d'un vas a una altra amb la intenció de generar escuma. En servir la beguda barregen el líquid amb or, plata o fustes nobles..".) La xocolata de qualitat s'esmentava com tlaquetzalli (que vol dir: cosa valuosa) i segons B. Sahagún el cacau polvoritzat es barrejava amb aigua. Una xocolata d'inferior qualitat era el nixtamalli (cacau amb blat de moro en pols) amb el qual preparaven unes farinetes. De vegades es feia amb pinole (farina de blat de moro) barrejat amb llavors. L'ús, procedent dels costums maies, de xilis secs molts (Capsicum annum), deixava una beguda anomenada chilcacahuatl que podria anar des del rang de moderadament picants fins a l'extremadament pungent. S'esmenta l'ús de la flor deltlilxochitl (Vanilla planifolia, una mena d'orquídia), així com el mecaxochitl (Piper auritum), el zapayal (Calorcarpum mammosum). Altres plantes aromatitzants eren el yolloxochitl (Magnòlia mexicana) i l'eloxochitl (Magnolia dealbata). La generació d'escuma abans de ser servit era molt important, i en moltes ocasions s'elaborava mitjançant el tràfec d'uns atuells a altres, o mitjançant l'ús d'un molinet. Entre les espècies aromatizadores de la beguda hi ha la ceiba pentandra.

## Descobriment europeu i propagació

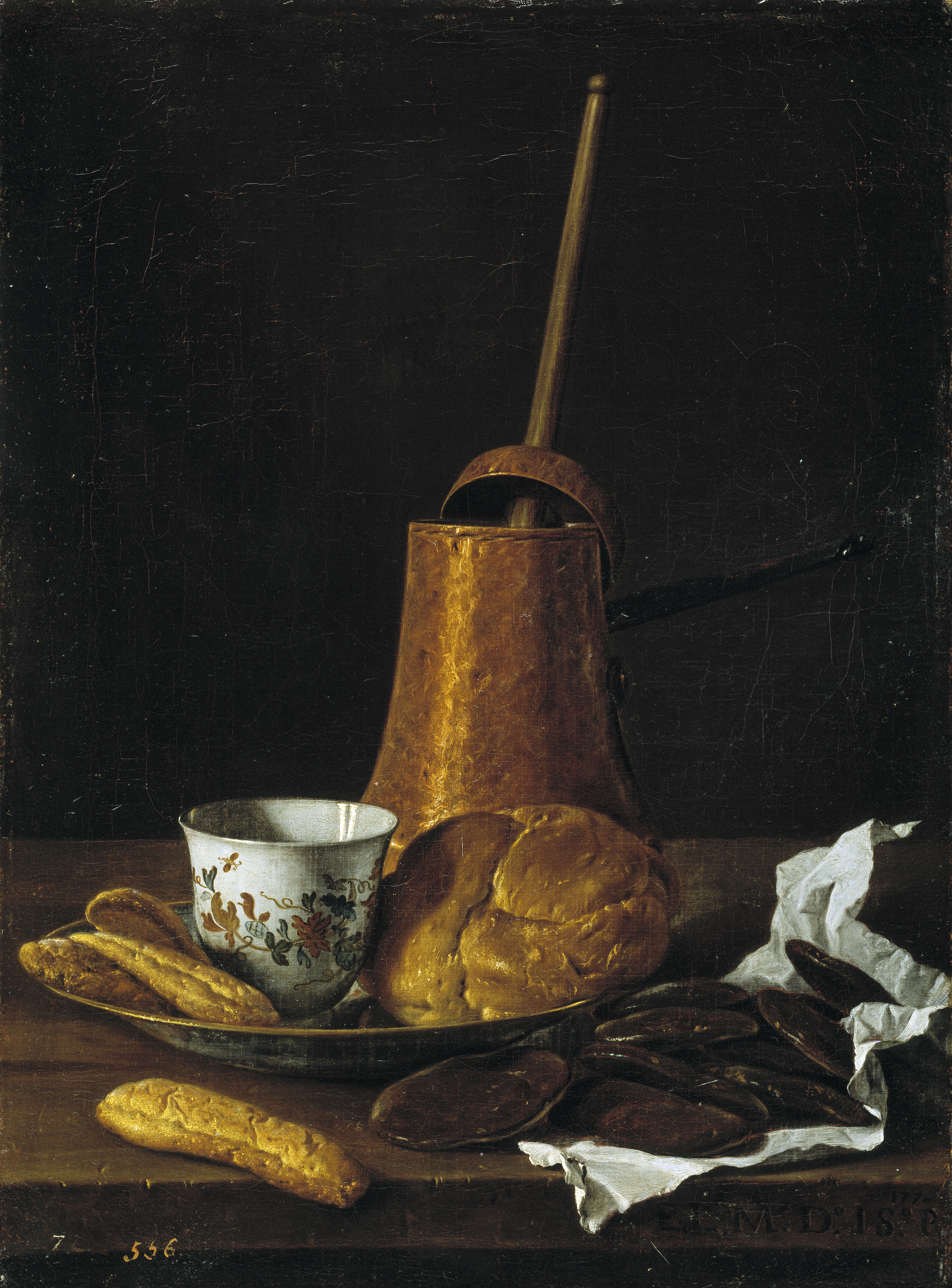
Servei de xocolata a l'espanyola de final del, amb la seva vaset i els seus pans de forn per ser mullats en la xocolata que conté la tassa.

El descobriment del cacau va tenir diversos episodis inicials de contacte entre els conquistadors espanyols i els pobles mesoamericans. En cap d'ells hi detecten els conqueridors que sigui inicialment una beguda tan desitjable com posteriorment va passar. Malgrat tot, un cop descobert, va tenir un relatiu curt període d'assimilació culinària. Cap altre dels aliments desplaçats des d'Amèrica a Europa va tenir comparativament tanta acceptació entre les societats europees com la que va tenir el cacau (o xocolata). Però curiosament va ser admès inicialment com si es tractés d'una combinació entre aliment-medicina. L'Europa que rep la xocolata entén el seu consum barreja entre aliment i fàrmac. La medecina europea dels segles xvi i xvii es comprometia amb la teoria dels humors. Entre els passos per aconseguir la seva acceptació per part de les societats europees hi havia la necessitat de canviar el seu sabor: el primer canvi va ser la dulcificació i aromatització (emprant vainilla i canyella). Posteriorment patiria altres canvis físics en la seva textura com va ser la solidificació al segle xix.

### Descobriment
En els quatre viatges que va fer Cristòfor Colom, només en l'últim va tenir un contacte casual amb les "ametlles" de cacau. Durant el període del quart viatge de Cristòfor Colom, composta l'expedició per quatre caravel·les i 150 homes, després d'haver passat l'illa de Jamaica el rumb el porta a l'illa de Guanaja. El dia 15 d'agost de 1502 albira una embarcació en forma de canoa (es tracta d'una embarcació maia denominada Maiam) que sembla provenir de la península del Yucatán i per la seva forma pertany als Chakán Putum. Ordena aturar l'embarcació, i inspeccionar el seu contingut. L'abordatge es va produir sense resistència i allà es troba per primera amb les que anomena 'ametlles' (el cacau). Quatre anys després al seu retorn a Espanya, Cristòfor Colom mor a Valladolid. Aquesta primera trobada entre el cacau i els europeus no deixa cap comentari sobre si va arribar a provar el cacau, però esmenta que les ametlles són emprades com a moneda. El descobriment del cacau i la seva beguda, o almenys la descripció del costum, serà realitzat per altres.
Amb la conquesta espanyola de l'Imperi asteca el 1519, és possible que els espanyols tinguessin contacte amb el cacau i la seva beguda. És per aquesta raó per la qual alguns llibres esmenten a Hernán Cortés com el primer europeu a provar el cacau com beguda. Tot i això no hi ha proves històriques perquè això fos així. La primera evidència documentada de la prova del cacau va ser a Espanya, en una delegació kekchí enviada a visitar el príncep Felip. A la llista de presents enviats per la delegació apareix el cacau. Va ser Bernal Díaz del Castillo un dels primers a reportar l'ús d'aquest fruit com a beguda a part de com a moneda. La paraula Nauatl xocoatl (literalment 'aigua amarga') s'incorpora al castellà com chocolate, i aquesta denominació s'expandeix al llarg de tot el món juntament amb el producte del cacau. Els primers textos escrits a Europa procedeixen d'anotacions i publicacions realitzades inicialment en castellà durant els segles xvi i xvii.
Durant algun instant van conviure el sistema decimal dels conqueridors amb el sistema vigesimal dels asteques i la seva rivalitat es mostrava en el recompte dels grans de cacau emprat com a moneda. Els falsificadors aviat van florir i Fra Bernardino de Sahagún en la seva "Historia de las cosas de Nueva España" esmenta diverses formes de falsificar la moneda mexicana. Una de les més habituals era torrar faves, de vegades ruixades amb cendres calentes, en certes ocasions les closques dels veritables grans de cacau s'omplien amb cera negra o terra humida per simular el seu contingut. Aviat el virrei Antonio de Mendoza va posar remei al ritme creixent de falsificiaciones obligant als mercaders a analitzar les granes de cacau i castigar els falsificadors a greus penes. El 1667 l'historiador espanyol Antonio Colmenero de Ledesma escriu un dels primers tractats sobre el cacau, titulat: "Chocolatada Inda, opusculum de qualitate et natura Chocolatae". Es considera un dels primers llibres amb receptes sobre l'elaboració de la xocolata a Europa. El llibre va ser molt popular i va tenir diverses traduccions. Les recepcions reals, i de la diplomàcia als alts mandataris europeus van fer que a poc a poc es divulgués la beguda del cacau. El 1670s el viatger àrab Elias Ibn Hanna que viatja de Cadis a Cartagena d'Índies beu a Guayaquil per primera vegada xocolata.
A Espanya el furor per aquesta nova exòtica beguda recorre els alts estaments de la societat, fent-se aviat costum prendre xocolata i celebrar xocolatades, associades a les visites socials, celebració dels grans esdeveniments, i reunions socials en certs llocs. La xocolata apareix en una societat europea que no té elements de vaixella apropiats per al consum específic de la xocolata. Aviat sorgeixen nous elements inspirats en els costums asteques. La vaixella típica espanyola per les xocolatades, constava d'una xicra (paraula d'etimologia náhuatl "xicalli") i es removia la xocolata calenta amb un molinet. Tot se servia en una espècie de safata especial anomenada macerina. L'any 1640 el Marquès de Mancera, Virrey del Perú (1639 - 1648) la dissenyava per primera vegada, se'l reconeix com a inventor d'aquesta safata. Era molt habitual servir la xocolata amb dolços (per regla general bescuits) especials que es remullaven en la xocolata calenta. Aquestes noves formes s'introdueixen igualment en altres països, d'aquesta manera a França es desenvolupa al començament del segle xviii la chocolatiére, un recipient de metall on s'introdueix el molinet (que en francès s'anomena Moulinet o mousoir).
En 1753 el botànic suec Carl von Linné (Linnaeus) assigna a la planta del cacau en el seu Systema Naturae el nom científic de Theobroma cacao emprant la seva sistema binomial per denominar, inspirant-se en el grec clàssic per denominar com aliment de déus (Theo - broma). El seu nom científic anterior era de amygdalæ pecuniae (ametlles dels diners). Posteriorment el 1741 escriu una petita obra monogràfica sobre el cacau i la titulació: Om Chokladdryken, la imprimeix en 1778. Aquest tractat conté receptes i usos medicinals del cacau. Sobre l'aspecte medicinal del cacau al final del segle xviii comencen a escriure nombrosos tractats medicinals. L'espanyol Antonio Lavedan publica un tractat el 1796 sobre les propietats del cacau, el tabac i el cafè: Tractat dels Usos, Abusos, Propietats i Virtuts del Tabac, Cafè, Te, i Xocolata. El llibre de Lavedan és un dels millors receptaris de xocolata de final de segle xviii, degut en part a la qualitat descriptiva de les receptes (totes elles de la xocolata com a beguda), així com de les propietats observades fins ara. En el llibre de Lavedan s'esmenta una obra desconeguda fins ara sobre un autor italià anomenat Gerónimo Piperi i l'obra De Potione Chocolate.

### La xocolata conquereix Europa
El cacau entra a Europa per Espanya, introduint gairebé simultàniament amb altres begudes exòtiques com el cafè i el te. Per la confessió religiosa dels països europeus que ho promocionen, s'identifica al cacau i la seva beguda com procedent dels països cristians, mentre que el cafè i el te procedeix dels països protestants. Les begudes patiran, malgrat la seva total acceptació, diferents velocitats de difusió en els diferents països europeus. El país que primer acull la xocolata després Espanya és Itàlia. Certes regions italianes es trobaven sota domini espanyol i acullen la xocolata fent que surti de la península Ibèrica iniciant d'aquesta manera el periple europeu de la xocolata. Algunes teories esmenten que la persona que va portar la xocolata a Itàlia va ser Manuel Filibert de Savoia (1528-1580) Capità General de l'Armada espanyola que va tornar a Itàlia després de la victòria de Sant Quintín.
La xocolata va ser introduïda a França des d'Espanya. França, després Itàlia, va ser el tercer país europeu que va acollir a la xocolata. És una història freqüent en la literatura culinara que esmenta a la filla de Felip III d'Espanya, Anna d'Àustria com introductora de la xocolata a la Cort Francesa en casar-se amb Lluís XIII de França el 1615. La seva propagació és ràpida al llarg de l'aristocràcia francesa. Apareix la primera referència a la xocolata en un diccionari francès de Pierre Richelet l'any 1680. En la publicació de L'Encyclopédie de Denis Diderot, realitzada en el període 1751-1772, ja s'esmenta el procés d'elaboració i degustació de la xocolata. L'afirmació de l'entrada de la xocolata a França per la filla del rei espanyol s'esmenta posteriorment a la Fisiologia del Gust de 1825 Jean Anthelme Brillat-Savarin. Savarin cita receptes i al·ludeix a Madame d'Aestel que és la Mare Superiora del Convent de la Visitació a Belley. El paper de la popularització de la xocolata per part d'Ana d'Àustria a l'edat de catorze anys, el feia servir als àpats a la seva cambra a l'estil espanyol. L'any 1643 apareix la primera referència documental en francès i procedeix d'un títol de René Moreau "Du Chocolate: Discours curieux divisé en quatre parties" procedent d'un text en espanyol d'Antonio Colmenero de Ledesma. L'interès del cardenal Richelieu va ser documentat el 1725 per Bonaventure d'Argonne. Una altra història sobre la introducció de la xocolata a França prové de la Infanta Maria Cristina en casar-se amb Lluís XIV el 1660. Aquesta referència es deu a la Duquessa de Montpensier tal com ho reflecteixen les seves memòries. A París apareix la primera "saga chocolatière" europea: la família Menier que el 1856 crea Chocolat Menier, aquesta companyia s'expandeix al llarg d'Europa i Amèrica fins a cessar l'activitat el 1965. Fauchon obre una botiga a París el 1886 i comercialitza productes de xocolata.
Una referència sobre la introducció a Anglaterra es fa el 1657, on hi ha algunes cases de beguda de xocolata tal com es descriu en el diari de Samuel Pepys de 1661. El Queen's Lane Coffee House al High Street d'Oxford es va començar a servir cafè a la fi del segle xvii, es desconeix si es va servir xocolata. Alguns segles després el cavaller anglès Nicholas Sanders produeix el 1727 la barreja de xocolata i llet per Hans Sloane a Jamaica, tot i ser nova la barreja, el producte és primitiu i necessitaria els avenços del segle xix per a acabar sent una xocolata de qualitat. La recepta s'intenta posteriorment a Londres. Des 1701-1706 Diana Astry recull receptes de xocolata per a diverses preparacions de rebosteria.
El 1641 Johan Georg Volkmer viatja des Nàpols a Alemanya i transporta cacau per primera vegada. Els Països Baixos sota domini espanyol al segle xvii, comencen una rebel·lió el 1568 que esdevé la Guerra dels Vuitanta Anys. La rebel·lió contra el monarca hispànic va finalitzar el 1648 amb el reconeixement de la independència de les set Províncies Unides, actualment conegudes com a Països Baixos. El coneixement del cacau als Països Baixos arriba per influència alemanya. El seu afany per dominar el mercat fa que aviat disputin a Espanya les rutes marítimes de cacau. Ja al segle xviii el port d'Amsterdam és el segon en volum de recepció de cacau després dels ports espanyols. Al contrari de França i Espanya la xocolata es ven públicament a botigues i és accessible al públic a Anglaterra i als Països Baixos.

### Dubtes eclesiàstics

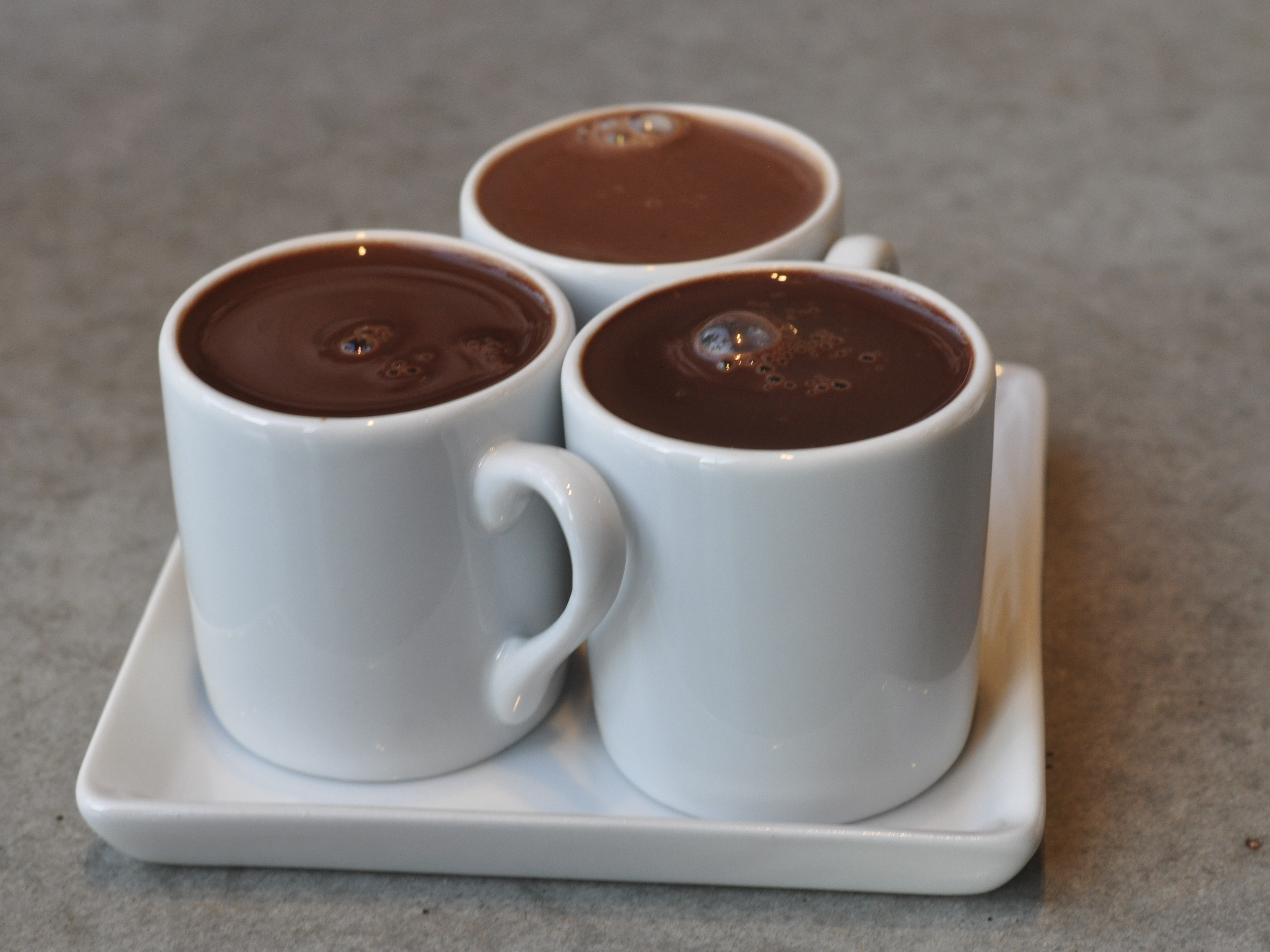
La xocolata del, en ser líquida, no infringia el dejuni eclesiàstic: Liquidum non frangit jejunum. Aquesta sentència va permetre que fos beguda sense incórrer en pecat capital.

Després de la seva difusió per Europa, als països de religió catòlica (Espanya, Itàlia i França) sorgeix el dubte teològic sobre si la ingesta de xocolata trenca el dejuni eclesiàstic. Aquest dubte sorgeix des dels començaments del segle xvi a Espanya, i a poc a poc el debat entre els partidaris d'una o altra idea va creixent. L'aparició a Europa d'altres begudes exòtiques, inexistents antigament, com són: el cafè i el te llança dubtes sobre si la seva possible ingestió trenca o no el dejuni. Algunes d'elles, com el vi, entren en el debat de reüll. Aviat apareixen teòlegs detractors, mentre que al mateix temps n'hi ha d'altres que donen suport el seu consum, sota certes condicions. El primer esment històric del debat es realitza a Mèxic pel jesuïta Juan Cárdenas l'any 1591. Joan fa una distinció clara entre els possibles usos, els aliments líquids i els sòlids. El frare Agustín Dávila Padilla nega que la xocolata trenqui el dejuni i afegeix a la llista fins i tot el vi. El debat va arribar fins als alts estaments papals, a qui es sol·licita una solució al cas. El frare espanyol León Pinelo l'any 1636 publica un llibret a Madrid avançant la qüestió a debatre: «Qüestió moral sobre si la xocolata trenca el dejuni eclesiàstic». En la seva obra mostra un extraordinari coneixement de la xocolata i del cacau. En la seva obra centra la discussió en l'aspecte nutritiu afegit a la beguda. Pinelo explica que el cacau elaborat amb aigua no viola el dejuni, mentre que l'elaborat amb llet si, a causa de l'aportació nutritiva «extra» de la llet. De la mateixa opinió és Tomás Hurtado que el 1645 afirma que afegir farines diverses (esmenta farines estrangeres fent esment a la farina de blat de moro), ou o llet violen el dejuni cristià. L'italià Francesco Maria Brancaccio el 1664 diu que és nutritiu si s'afegeixen trossos de molla de pa (com se sol fer a Espanya), mentre que si es pren la xocolata amb aigua no el trenca. Altres autors italians, com Giovanni Batista Gudenfridi defensen la xocolata davant les acusacions.

## La xocolata a Nova Espanya
El descobriment del cacau a Europa porta a Espanya la possibilitat de comerciar amb un altre producte i això obre noves possibilitats econòmiques d'intercanvi del cacau com un bé econòmic entre països. L'establiment del Virregnat de Nova Espanya permet des de començament del segle xvi controlar el comerç del cacau a mesura que es avança la colonització espanyola d'Amèrica. El port de Veracruz va ser el seu principal port a l'oceà Atlàntic en els primers períodes, punt de comunicació entre Espanya i els nous territoris de Nova Espanya, on les agrupacions de vaixells: denominades flotilles anaven i venien creuant l'Atlàntic. En les flotilles de naus es transportava el cacau a Espanya, i la resta d'Europa. El cacau i la xocolata d'aquesta època es barreja amb ingredients europeus, com la canyella, clau, en algunes ocasions la pebre negre en substitució dels xilis molts secs, pinyons, pistatxos. Era creença comuna entre els colons espanyols que la vainilla barrejada amb el cacau no era sana, i tot i que era usada, es procurava evitar. Emprant en la majoria de les ocasions el sucre de canya (refinat o sense refinar). El cultiu de canya de sucre es veia molt afavorit pel clima i la producció era molt rendible. Els cultius del cacau en Nova Espanya eren Tabasco, Soconusco (regió de Chiapas), Suchitepéquez, Vall de Ulua, Izalco, El Salvador. El cacau com a beguda, anomenada xocolata calenta, de Nova Espanya es feia sovint com a medicina i es distribuïa als malalts com a reconstituent en els Hospitals, sovint com a medicina contra la diarrea (venjança de Montezuma).
El règim econòmic del comerç del cacau (i d'altres productes) és inicialment el del monopoli. Un dels monopolis establerts a mesura que s'expandia el territori pel sud fou la Companyia Guipuscoana de Caracas constituïda el 25 de setembre de 1728 en virtut d'una Reial Cèdula expedida per Felip V d'Espanya, per establir un esquema d'intercanvi comercial recíproc entre la província de Veneçuela i Espanya. El cultiu del cacau al Brasil (de la varietat foraster) estava en mans de la Companyia de Jesús. L'absència de pagaments d'impostos feia que fos una activitat molt lucrativa. La situació va canviar quan les epidèmies de verola i xarampió, ocorregudes en la dècada de 1740, va minvar considerablement la mà d'obra indígena. A més de totes aquestes circumstàncies es va afegir que Josep I va posar com a governador del Brasil a Francisco Xavier de Mendonça Furtado (germà del Marquès de Pombal) que van causar el 1759 l'expulsió de l'Orde de Portugal i Brasil. Posteriorment el rei Carles III d'Espanya va fer el mateix amb les seves colònies. Durant aquest període neix en un convent al mola poblano un plat elaborat tradicionalment amb guajolote (una espècie de gall dindi) i xocolata, plat que es converteix en un dels més coneguts de la gastronomia de Mèxic que esmenta que la inventora va ser una monja (Maria del Perpetuo Socorro) i altres monges del convent de Santa Rosa

## Difusió mundial de laxocolata

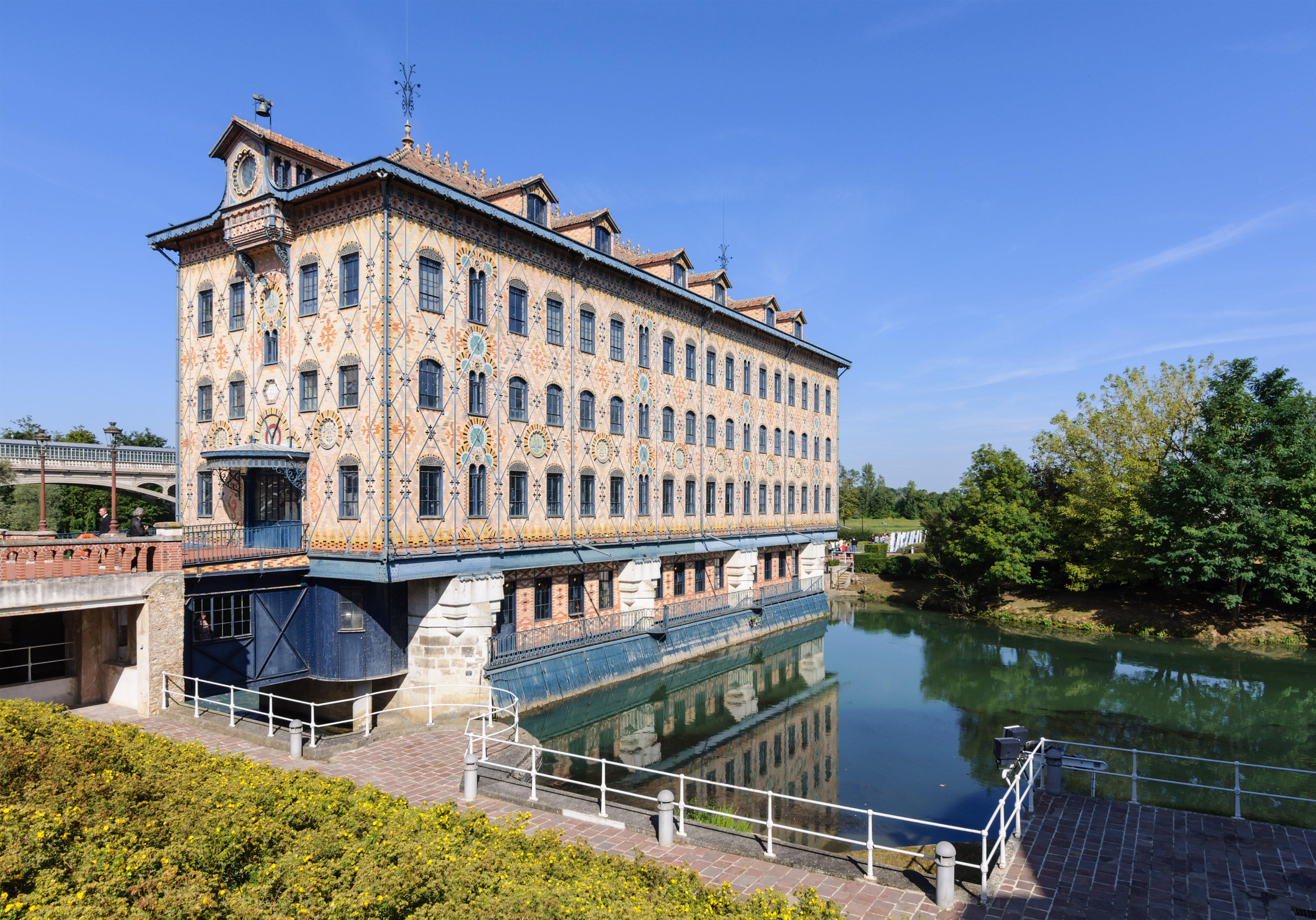
El molí de cacau Saulnier que correspon a la factoria de xocolates Menier, Noisiel, França. Construït el 1872.

La difusió de la xocolata al llarg de diversos països europeus fa que posteriorment es dispersi a diversos països i zones de la terra. Tanmateix és ben sabut que en la majoria dels països on es divulga la seva existència, la xocolata és entès com una beguda, reservada només a certes classes privilegiades. A mitjan segle xix la xocolata se solidifica oferint un aspecte nou, ja que el sorgiment i creixent popularitat d'altres begudes, com el cafè, comença a rivalitzar amb la xocolata calenta. La xocolata sòlida té un punt de fusió prop de la temperatura corporal (generalment per sota) i això permet que es desfaci a la boca, proporcionant una nova sensació de textures. La difusió de la xocolata va fer que es disparés la demanda mundial d'un altre producte, el sucre de canya, que va començar a conrear-se en molts llocs, i va començar a ser un bé de comerç a partir del segle xvii. La producció de sucre va tenir majors demandes a causa de la introducció del cafè i del te en els costums europees.
Molts dels empresaris xocolaters anglesos i nord-americans dels inicis són quàquers pertanyents a la Societat Religiosa dels Amics. Aquesta filiació quàquer és inicialment evident amb les empreses xocolateres J. S. Fry & Sons (proveïdor oficial de xocolata a la Royal Navy), Cadburys i Rowntree. Als Estats Units es coneix el furor europeu per la xocolata després de la Great Exhibition of the Works of Industry of all Nations de Londres celebrada el 1851. Anteriorment la xocolata era importat d'Europa. L'introductor de la xocolata va ser anteriorment a aquest esdeveniment un immigrant irlandès: John Hannon. John el 1770 va prendre unes granes de cacau procedents del comerç internacional i començar a processar xocolata en Masachusents. La producció acabaria sent la factoria de la Baker's Chocolate (Walter Baker & Co) als EUA, que es va popularitzar amb una icona publicitari el 1883: una noia oferint xocolata en una safata ("chocolate girl" o la "Belle chocolatière").
A la Xina arriba la xocolata al començament del segle xvii gràcies a la transmissió dels missioners cristians: jesuïtes i franciscans espanyols. La introducció comercial a la Xina a gran escala es realitza via les rutes comercials (com la Ruta de la seda) i pels grans ports d'Àsia (a través de les Filipines). La incorporació de la xocolata als costums culinàries del Japó és posterior, i data de la fi del segle xix.

### Globalització de la plantació
| Trinitaris | Criolls | Forasters | Cupuacu | Nacional |

Espècies de cacau:

L'any 1964 el botànic Josep Cuatrecasas fa una revisió del gènere Theobroma i defineix 22 espècies, agrupades en sis seccions. La taxonomia mostra que dues de les versions interessants són la Theobroma cacao (productora de la xocolata) i la Bicolor cacau, les altres vint versions són salvatges i no són emprades com a productores d'aliment. Aquestes vint versions creixen a la zona d'Amazònia, nord de l'Equador fins a Colòmbia, Panamà, Costa Rica, Nicaragua. La varietat de Bicolor cacau no produeix xocolata però si una beguda anomenada pataxte coneguda des d'antic. Les versions de cacau són una disputa entre experts, alguns diuen dos, tres. La variant denominada crioll és la que creixia en Mesoamèrica abans de l'arribada dels colons espanyols i era considerada la de major qualitat. De la mateixa manera la varietat Theobroma augustifolia que produeix un aliment anomenat cushta molt popular a Nicaragua, la Theobroma grandiflora amb la qual es recol·lecta el fruit denomiando Cupuacu.
El cacau produït a la zona de Mesoamèrica aviat no és suficient per a la demanda que es va creant a Europa, el cacau més comença a ser un bé econòmic a partir de començaments del segle xviii en molts d'aquests països. És per aquesta raó per la qual aviat es comença a buscar localitzacions per a noves plantacions. Les restriccions de l'arbre del cacau sobre el clima necessari no permeten el seu cultiu a Europa. Els espanyols comencen el 1730 el cultiu reeixit de la planta al golf de Guinea (conegut fins al segle xx com Fernando Poo en honor del seu descobridor). Existeixen intents del seu cultiu en certes zones d'Amèrica amb clima tropical, l'any 1746 ja es disposa d'àrees cultivades a Bahia. Les potències europees inicien les plantacions en les seves respectives colònies, d'aquesta manera els francesos inicien el cultiu a Martinica i Guadalupe en la dècada de 1660. Els Holandesos a Surinam i els Anglesos a Jamaica en la dècada dels 1680 (anteriorment el 1525 ho havien intentat en Trinitat). En 1752 es va sembrar al municipi d'Ilhéus adaptant-se al clima del Brasil. Durant el segle xviii Veneçuela va ser un productor i exportador fonamental a Espanya mitjançant la Companyia de Caracas. El 1824 certs mercants portuguesos i espanyols es disposen a portar cultius de la varietat foraster des de Brasil a São Tomé a Àfrica i des d'allà a Costa Daurada (actualment Ghana) el 1891. Aquestes plantacions s'estendran cap Nigèria el 1874 pels anglesos, i el 1905 a Costa d'Ivori (colònia francesa a Àfrica).
Els mercants de l'Imperi Britànic es dirigeixen cap a l'est i intenten plantar el cacau en Ceilan (Sri Lanka) mitjançant les rutes de la Companyia Britànica de les Índies Orientals (un dels seus majors promotors és el baró Sir Robert John Wilmot-Horton que porta mostres de cacau a Ceilan des Trinitat en 1834), el mateix intenta fer l'imperi neerlandès amb el cacau en Java i Sumatra. Al començament del segle XX hi ha plantacions de cacau fins i tot en Oceania (Nova Guinea i Samoa). Durant l'ocupació espanyola de les Filipines es va intentar conrear cacau a les illes. L'expansió del cultiu del cacau per diversos llocs de l'Àfrica ha anat acompanyada de l'ocupació de mà d'obra esclava per tal de mantenir els beneficis en un alt marge.

## Modernitat: la xocolata se solidifica

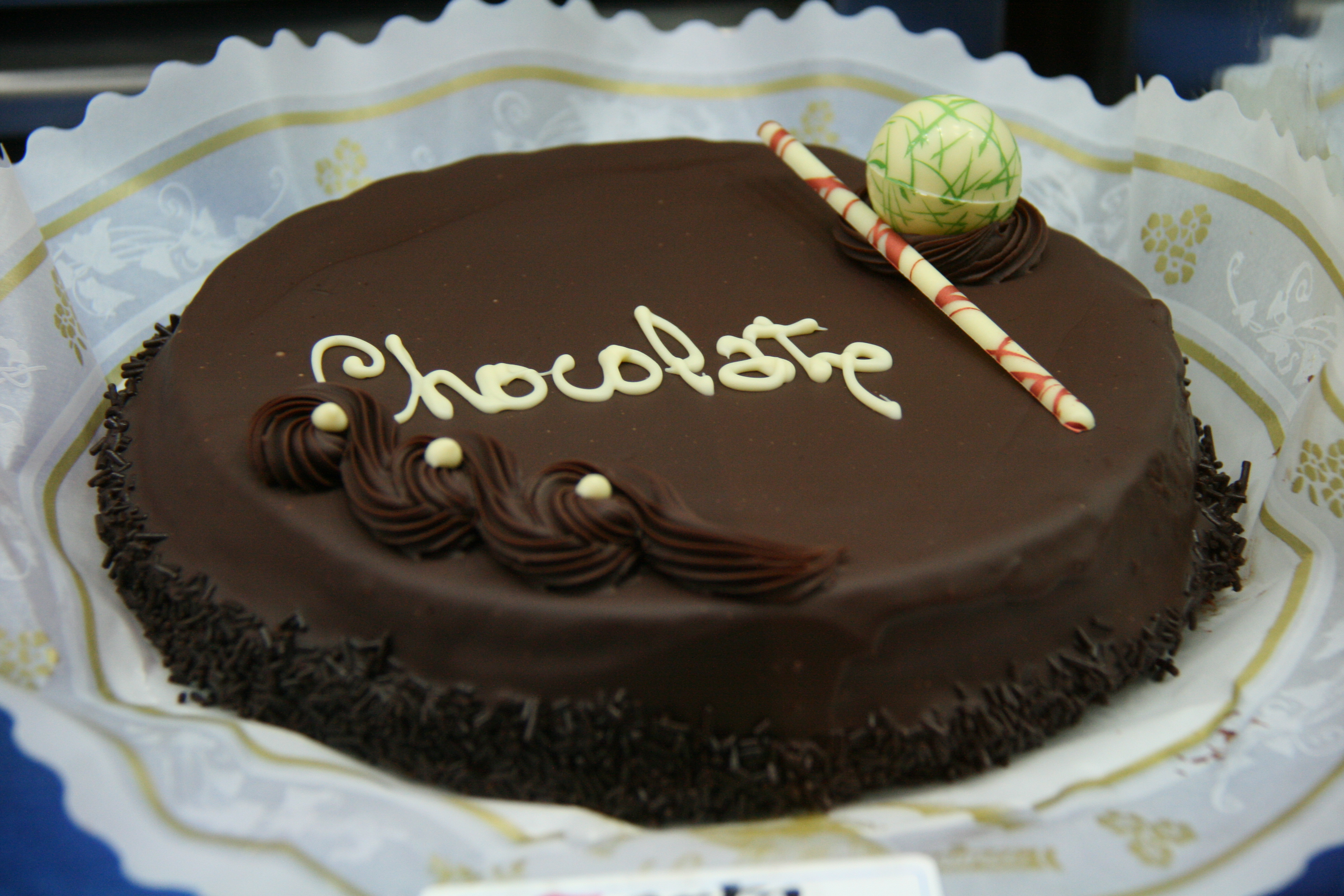
La solidificació de la xocolata a la fi del va permetre noves formes de rebosteria, com el pastís de xocolata.

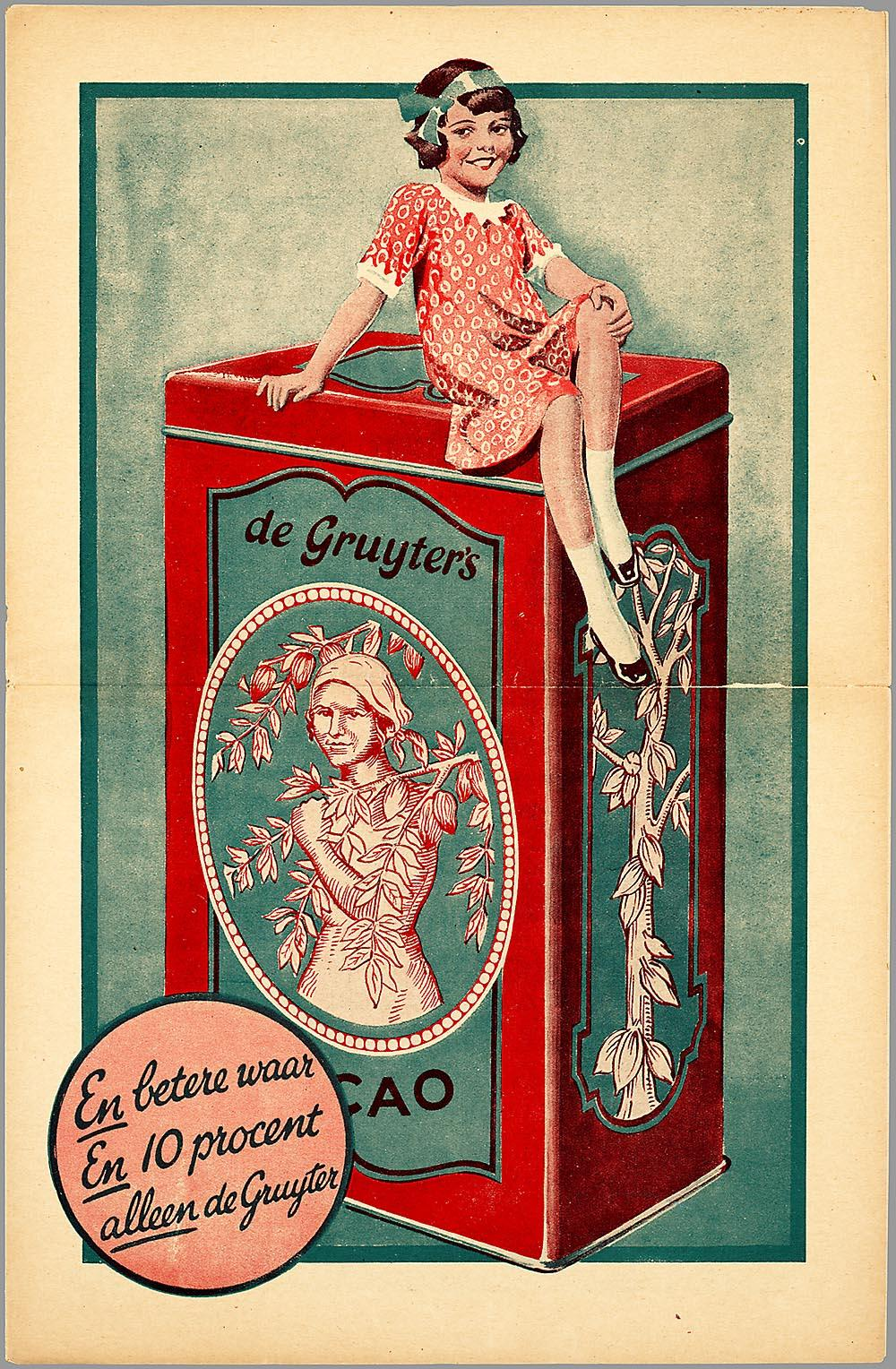
Durant el les campanyes publicitàries de les companyies xocolateres s'impregnen de pòsters publicitaris elaborats per artistes com Firmin Bouisset i Alphonse Mucha.

Algunes de les iniciatives per desxifrar els components del cacau amb l'objecte de produir xocolata en grans quantitats, sota condicions completament controlades, comença a mitjan segle xviii. Una de les primeres iniciatives es realitza en Bristol (Anglaterra) per Joseph Storrs Fry l'any 1728, industrial que per primera vegada intenta crear xocolata sota condicions industrials. L'invent de Fry era una espècie de molí que emprava una maquinària de vapor que permetia amb la seva ocupació l'elaboració d'una massa de xocolata que es convertia amb motlles en una mena de bombóm primitiu (dragées). Amb això ja oferia xocolata en estat sòlid, la seva invenció va ser denominada com: Chocolat Déliceux à Manger (xocolata deliciós per menjar), sent considerada la primera barreta de xocolata de la història. Fry va ser el primer fill d'una dinastia xocolatera a Bristol: la família Fry, mantenidora d'una de la companyia J. S. Fry & Sons. Aquest primer intent solitari va donar idees a altres empresaris i el nombre de formes i textures de xocolata comença a créixer. La novetat de l'invent era que la xocolata es podia menjar, fins llavors havia estat begut. Des del segle xvii existien preparacions de xocolata sòlides, encara que rares, es confeccionaven de manera molt laboriosa en certes ocasions.
El químic holandès Casparus van Houten va ser el primer en una sèrie d'inventors que va aconseguir modernitzar la producció de la xocolata. El seu assoliment precisament es va centrar en la nova forma d'extreure el contingut gras dels grans del cacau mitjançant l'ús d'una premsa hidràulica: a aquesta greix s'anomena mantega de cacau. El procés permet separar i barrejar la mantega del cacau (hidrofófica amb el sucre (hidròfila) i poder emulsionar una massa homogènia de xocolata. El 1815 Van Houten va obrir una factoria a Amsterdam i al cap de poc, fart d'haver de fer bullir la xocolata per separar lentament els greixos del cacau decideix investigar un procés de baixa temperatura que permeti un major rendiment. Anys després el seu fill Coenraad Johannes van Houten crea un procés químic en el cacau que serà l'anomenat procés holandès, aquest procés consisteix a afegir substàncies alcalines per tal d'eliminar o mitigar el gust amarg de la xocolata, a la vegada que es fa més soluble. el 1928 finalment patenta un mètode de separar la mantega del cacau mitjançant premses seques. El descobriment de van Houten fill es va produir en un moment de declivi del consum de la xocolata begut davant l'aparició d'altres begudes refrescants, així com del nou cafè. L'any 1838 la patent de la premsa hidràulica inventada per Casparus van Houten acaba i permet a altres industrials l'elaboració de xocolata sòlida a gran escala.

### Inici de la ciència de la xocolata
En 1841 s'aïlla en laboratori un dels components del cacau: la teobromina que es tracta d'un alcaloide existent en les granes del cacau. L'autor de la descoberta va ser el químic rus Alexander Woskresensky que va definir la seva fórmula com: C 9 H  5 N  3 O  2 (investigacions posteriors van mostrar una composició diferent com: C₇ H₈ N₄ O 2). La teobromina es va sintetitzar a partir de la xantina el 1882 per Hermann Emil Fischer. Es descobreix igualment en altres fruites com és el cas de la nou col (Cua acuminata). S'empra la teobromina per primera vegada en la farmacèutica el 1916, aconsellat per la The American Journal of Clinical Nutrition. Altres investigacions posteriors van mostrar certes similituds entre les molècules de la cafeïna i de la teobromina, sent aquesta última un metabòlit de la cafeïna generada possiblement durant la fase de fermentació de les granes de cacau. Tots dos alcaloides pertanyen a la família de les metilxantines. Un altre dels compostos químics existents en el cacau és la feniletilamina (abreujat en la literatura química com PEA), el seu descobriment en el cacau va ser posterior, ja que es va aïllar el 1982. Altres compostos químics, i nutricionals com el magnesi, que conté el cacamo com són les anandamidas (aïllat del cacau per la neurocientífica Daniele Piomelli el 1996), triptòfans, antioxidants diversos van ser descoberts per la química analítica desenvolupada durant el segle xx. El llevat que produeix la fermentació ha estat investigada i intentat ser detectada des que Preyer el 1913 la va descriure com de l'espècie Saccharomyces Theobroma, posteriorment va ser reclassificada per Knapp (1937) com Torulopsis Theobroma, però no identificada per altres autors posteriors. L'espècie detectada per Martelli a la closca del cacau va ser reclassificada posteriorment com la Saccharomyces carlsbergensis.
Un dels descobriments més importants en la ciència de la xocolata, vingué de la mà de químics de la Procter & Gamble quan es va estudiar en detall les fases cristal·lines de la mantega de cacau i les seves transicions. Descobrint el 1966 sis fases cristal·lines en un estret rang de vint graus centígrads (17oC fins als 36oC). Aquest complex fenomen es va veure que era genèric als altres triacilglicerols. La comprensió de la naturalesa polimòrfica de la mantega de cacau, afavorir la rebosteria creativa de final del segle xx, fenòmens com el temperat de la xocolata es van comprendre millor, aconseguint un major control d'alguns processos industrials i noves presentacions i productes basats en la xocolata.

### L'aparició d'una nova rebosteria

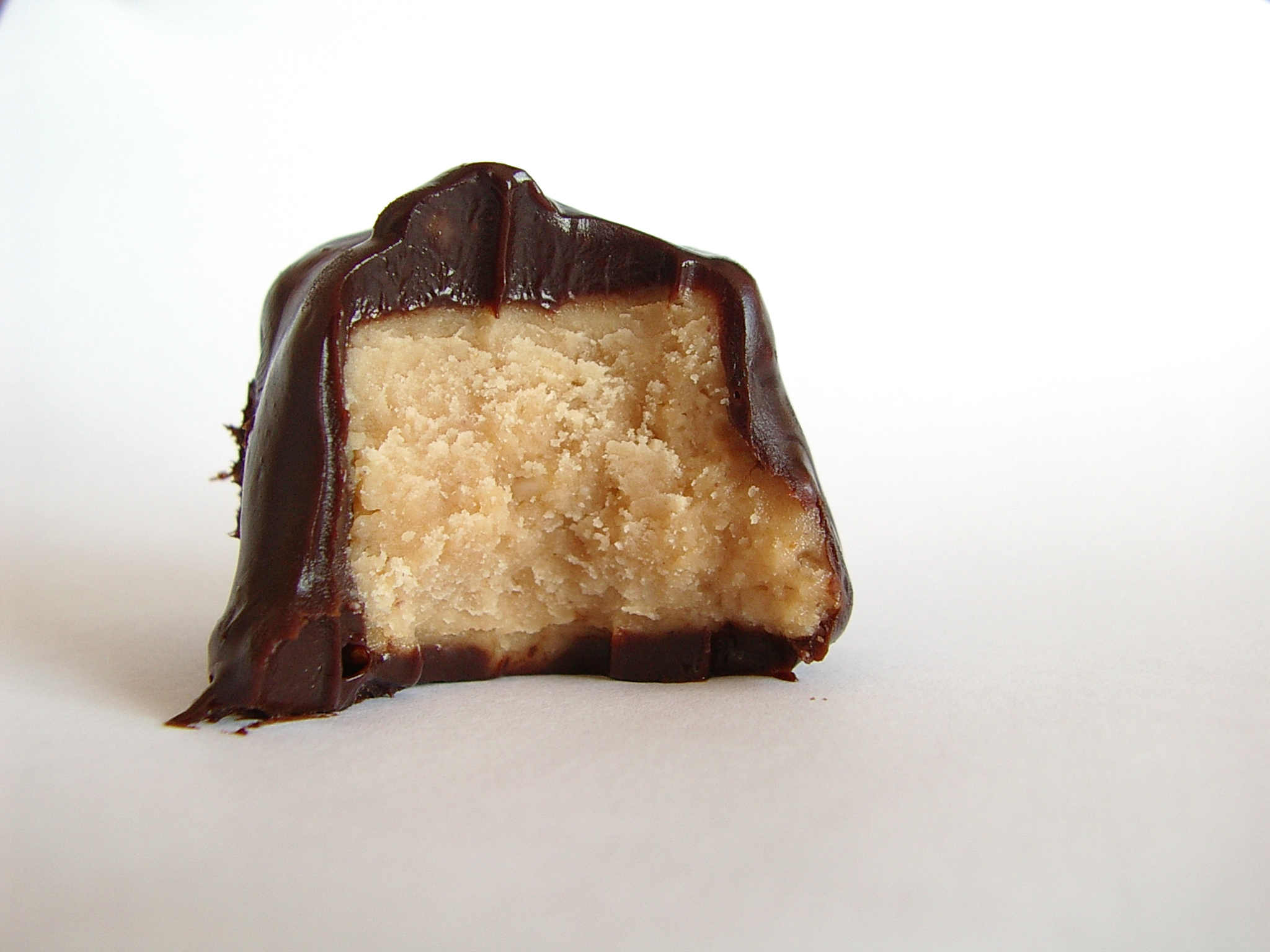
Neix una nova forma de rebosteria on la 'xocolata sòlida' cobra un nou protagonisme en les factories xocolateres d'Europa.

Les millores tècniques en la incipient indústria xocolatera, permeten una nova forma de servir la xocolata. A partir d'aquest instant ja és possible menjar, el que abans només era begut. Això afecta les tècniques reposteras clàssiques, i aviat sorgeixen noves preparacions i invents de rebosteria en els obradors de les pastisseria s. Sorgeixen els bombons i les xocolates farcits. La xocolata que abans estava reservat a l'aristocràcia ia les classes elevades comença a popularitzar a causa del progressiu abaratiment i accessibilitat. La quantitat de cacau es veu incrementada en els mercats europeus amb la incorporació de noves plantacions d'Àfrica. A més del creixement en la producció de xocolata, en concret del procés molt del cacau, que abans es feia a mà (mitjançant l'ús de metate s) o mitjançant molins de tracció animal, o hidràulica. Ara amb la incorporació gradual de la màquina de vapor incrementa el pes en tones injectat com a oferta al mercat. Les pastisseries del món comencen a oferir nous productes fonamentats en la xocolata sòlida. A Itàlia neix la gianduia el 1806 que és una preparació de xocolata conté sobre un 30% de pasta d'avellana. Pren el seu nom de Gianduja, un personatge de titella i carnestoltes que representa el piemontès arquetípic, regió italiana en què els dolços d'avellana són comuns.
L'any 1832 l'aprenent de cuina austríac Franz Sacher, als setze anys treballant com reboster per al príncep Klemens Wenzel von Metternich, crea la Sachertorte. una mena de bescuit recobert de xocolata que va tenir una immensa popularitat en els cafès vienesos de l'època. L'Hotel Sacher reclamar contra Franz Sacher l'honor de l'invent del pastís de xocolata, després de set anys de litigi la cort vienesa va jutjar a favor de l'Hotel. La popularitat de la xocolata als pastissos es va propagar al llarg de tot Europa a mitjans del segle xix. La introducció de la xocolata als pastissos va arribar als Estats Units en la dècada de 1880, sent Chicago la primera referència sobre el seu ús reboster. El xocolater suís Daniel Peter que en Ginebra l'any 1875 és el primer a elaborar una barra de xocolata amb llet. La tècnica de Daniel deixa el producte final amb una textura estable, resol amb el seu invent el problema que apareix amb la humitat de la llet que el deteriora a causa de la interacció cacau-sucre, per regla general una humitat superior al 2% és considerada inacceptable. Gràcies a l'aportació nova de Henri Nestlé (inventor de la llet condensada) el procés requereix ara menys energia, pel fet que la llet condensada requereix menys energia que la llet en pols.
No obstant la xocolata amb llet posseïa en aquells inicials instants propietats molt precàries per al seu emmagatzematge i conservació, havia de ser consumit sempre fresc. La situació no va millorar fins a començaments del segle xx. Als EUA el reboster Milton Snavely Hershey obre una botiga a Filadèlfia el 1873, i en la World Columbian Exposition de Chicago de 1893 compra una maquinària especial per fer xocolata amb la previsió que el mercat de la xocolata serà important al segle xx. La companyia acabada de crear s'anomena Hershey's i es converteix en una de les factories de xocolata del món en aquella època. Després de la introducció de modificacions i millores en la maquinària introdueix el 1900 la seva famosa Hershey bar, una barreja de caramel-xocolata elaborant el 1907 els populars Hershey Kisses. La industrialització de la factoria fa que s'anomeni poble de la xocolata (Hershey, Pennsilvània). Altres preparacions de cacau modernes com la Schwarzwälder Kirschtorte s'esmenta per primera vegada el 1934.
El 1830 el xocolater Charles-Amédée Kohler és el primer a elaborar una xocolata sòlida amb avellana, posteriorment aquesta invenció va ser continuada per altres rebosters com Jean Tobler el 1868, Rudolph Lindt el 1878, etc. el 1857 el xocolater belga Jean Neuhaus s'estableix a Brussel·les i allà obre la seva botiga a les galeries reials Saint-Hubert. Allà juntament amb el seu fill Fréderic Neuhaus (1846 - 1912) el 1895 inauguren una factoria anomenada Neuhaus-Perrin. El 1912 Neuhaus inventa el praliné, fent que la factoria belga de xocolata es fes mundialment coneguda (amb pralinés famosos denominats Tentation i Caprice). La dona de Neuhaus, Louise Agostini, el 1915 amb l'objecte de poder apilar els pralinés i evitar la seva trituració per aixafament, inventa un emballatge especial denominat: ballotin. Es tractava d'una caixa de cartró, un recipient inusual per la xocolata que posteriorment va popularitrar-se. La xocolata va ser un negoci molt pròsper a Europa en aquest període, especialment a Bèlgica que experimenta una forta expansió des de la fi del segle xix. Passa de cinquanta manufactures de xocolata a cent cinquanta el 1913. Durant aquest període el confiter vienès Paul Fürst, a la ciutat de Salzburg l'any 1884 obre una botiga al número 13 del carrer Brodgasse. El Mozartbonbon apareix per primera vegada el 1890. Posteriorment, quan es produeix en grans quantitats, s'anomena Mozartkugeln.

### El període d'industrialització

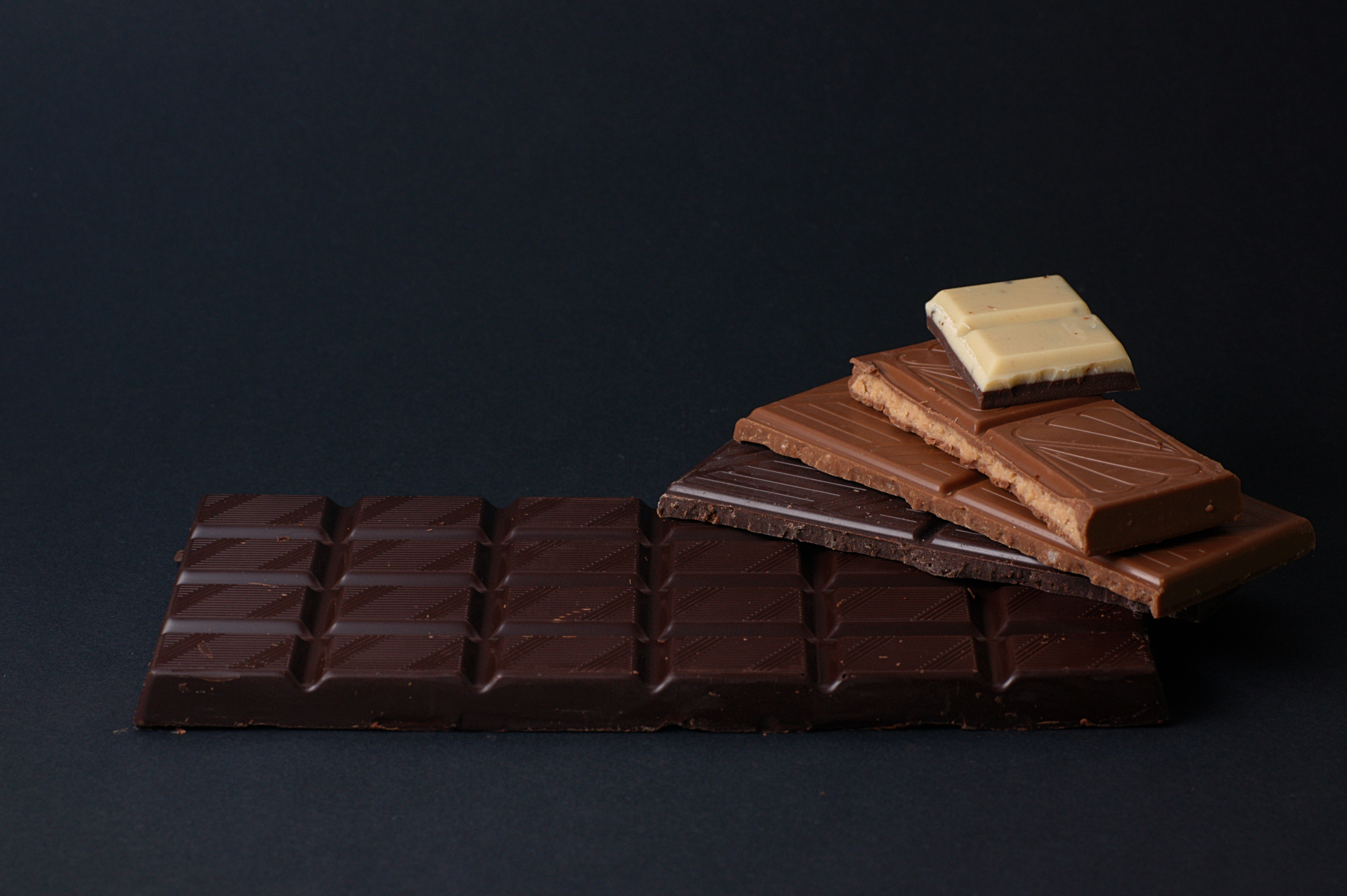
Un dels avenços tècnics del va ser el control perfecte del producte final

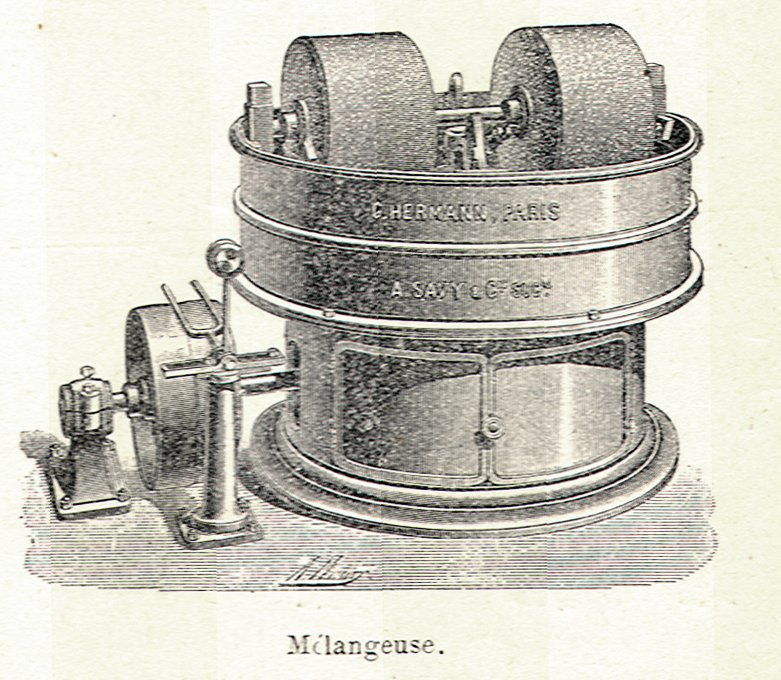
Un Melangeur per la molta i homogeneïtzació de la xocolata (Lehman melangeur)

Quan l'any 1838 la patent de Houton expira, el nombre d'empreses productores de xocolata creix a Europa. Les successives invencions que s'anaven aportant al segle xix van fer que la producció va créixer, alhora que el preu va baixar. Així la indústria de la xocolata va patir una millora espectacular en aquest període. El 1819 l'enginyer francès François Pelletier inventa una màquina capaç de moldre el cacau fins a transformar-lo en una mena de pasta (la «massa de cacau»). Va ser definitiu l'ús de la màquina de vapor en les tasques de molta del cacau, que permetia treure al mercat una major quantitat de xocolata que en períodes anteriors, on aquesta tasca es feia per mitjans animals. El 1850 l'enginyer francès François-Jules Devinck perfecciona les màquines de molta i barrejat amb sucre.
Les investigacions sobre la xocolata mostraven que les partícules de xocolata desproveïdes de la mantega del cacau, per oferir unes propietats organolèptiques adequades, haurien d'estar necessàriament per sota dels 30 μ de diàmetre. Les màquines de molta de Fry i Peter no són capaços d'arribar a aquest requeriment i el seu producte final no ofereix la qualitat en textura esperada. La xocolata elaborada pels corrons d'aquestes noves màquines de molta, no només és més bast (granulós) sinó que presenta un sabor més amarg a causa de la presència de compostos àcids que potencien aquest sabor. El molt mecànic necessitava millores substancials per oferir un producte final de qualitat i textura fins al paladar. El 1880 l'enginyer suís Rodolphe Lindt crea una màquina capaç de triturar finament el cacau per sota dels 30 microns. Va revolucionar la indústria de la xocolata en obtenir una estructura monolítica de la xocolata després d'aquest nou procés de molta. Lindt va observar que el moviment altern d'uns corrons de granit durant llargs períodes produïa una xocolata amb un sabor més agradable i de textura més suau (denominat fondant). A la ciutat de Torí el xocolater italià Pierre Paul Caffarel el 1826 es arriba amb unes màquines inventades per Bozelli de Gènova a produir xocolata a un ritme tres cents quilos per dia. L'empresa, radicada a Luserna San Giovanni s'anomena Caffarel.
L'invent de Lindt vs permetre l'elaboració, a partir de 1880, de la rajola de xocolata. El procés permetia una homogeneïtzació de les matèries grasses amb el cacau, i afavoria la volatilització dels compostos àcids que proporcionen un desagradable sabor en ser deficientment molt, proporcionar sabors i la viscositat desitjada. És un dels seus processos amb més detall investigat en la indústria de la xocolata, a causa de la complexa sèrie de reaccions químiques. El conxatge de la xocolata era un procés industrial de llarga durada (tres dies per la xocolata negra i un per la xocolata amb llet). La indústria xocolatera del segle xx a poc a poc va millorar el procés escurçant els temps. La molta del cacau i la seva homogeneïtzació, en aquestes èpoques industrials, es feia amb un sistema de corrons de granit anomenat Melangeur. Consistia en un conjunt de quatre corrons que podia pesar entre 1000-10.000 quilos i que gira a uns quaranta rpm durant unes noranta hores. L'invent tecnològic de Lindt fa que per algunes dècades la xocolata suïssa va prendre avantatge sobre les altres, en donar-li la fama que encara té avui.
El 1848 a França l'industrial Victor-Auguste Poulain comença la producció en massa de xocolata sota la denominació: Chocolat Poulain. A Suïssa, el precursor va ser François Louis Cailler (1796 -1852) que va aprendre l'ofici de xocolater a Torí, posteriorment la tradició del xocolata suïssa s'ha d'iniciar per Philippe Suchard (1797 - 1874) que l'any 1825 va inaugurar una xocolateria a Neuchâtel a l'edat de dotze anys. Suchard inventa el mélangeur i l'aplica a la seva pròpia indústria. Es creen una sèrie de petites indústries que finalment es fusionen en el grup Nestlé a la fi del segle xix. A Bèlgica la companyia Côte d'Or és fundada el 1883 pel belga Charles Neuhaus, el seu logotip ja fa servir des dels inicis un elefant, simbol de l'origen africà de la matèria primera. La producció industrial va creixent dècada rere dècada al llarg del segle xix, arribant a una producció anual de dos milions de tones mètriques de cacau processades en els molins de la indústria xocolatera mundial el 1988. Als Estats Units l'empresari Domenico Ghirardelli el 1849 crea a Califòrnia la Ghirardelli Chocolate Company, que va esdevenir una de les majors xocolateres del país.

### Un nova forma de publicitat
D'un aliment car i exclusiu va evolucionar, a mitjan segle xix, a un aliment popular a l'abast econòmic de molts consumidors. La causa d'aquesta popularització es troba en els avantatges tècnics i en l'augment progressiu de producció del cacau. En aquesta època apareix una nova forma de màrqueting en el qual s'anuncia la xocolata i els seus derivats en pòsters cridaners. A les campanyes publicitàries s'evoquen sensacions d'aventura, confort de sensualitat per seduir els consumidors. S'empren artistes coneguts com el francès Firmin Bouisset, el txec Alphonse Mucha, el neerlandès Johann Georg van Caspel. Els pòsters francesos contenen colors groc, vermell i blau. Hom s'adreça a molts grups: nens que prenen tasses de xocolata calenta o mengen barres, mares servint xocolata, o dones amb vestits molt elegants. L'aparició d'animals com camells, elefants, indica exotisme i aventura. O encara animals domèstics com gats, gossos ingerint o robant als nens restes de xocolata. La publicitat de la xocolata suïssa es caracteritza per pòsters de colors vius, per regla general fan servir escenaris romàntics, o ambients elegants. Els nens, per regla general noies, solen aparèixer als pòsters suïssos.
Després de l'època dels pòsters, va venir la dels col·leccionables. La xocolata es venia sempre amb una mena de targeta cridanera que feia de joc de cartes col·leccionables, cromos i altres disposicions. Aquest tipus d'estratègies manté fidelitzat els clients a la seva marca. Als Estats Units la companyia Walter Baker & Co publicita la seva xocolata als diaris locals. Algunes marques aviat van començar a publicitar mitjançant l'ús del recent cinematògraf i apareixen els primers anuncis cinematogràfics i més tard la ràdio.

### Les primeres adulteracions
L'adulteració de la xocolata comença a ser una de les majors preocupacions quan la xocolata es fa popular a Europa. En l'actualitat té normes estrictes, per part de les autoritats sanitàries, que descriuen la seva composició, però sempre no ho va ser. Ja al segle xvi es adulteraven les granes de cacau (Theobroma cacao) en origen, amb altres espècies similars. Altres mitjans d'adulteració apareixien quan es barrejava el cacau amb altres ingredients, com podria ser: molla de pa, guix, sorra fosca, etc. Aquest afany per adulterar es va fer més evident quan es va conèixer al començament del segle xix la composició de la xocolata (Descomptant el sucre: la meitat del pes ha de ser de mantega de cacau, i la resta de cacau). Les adulteracions se centraven en la reducció, bé de la mantega de cacau (reemplaçat per greixos menys cars), bé de la massa de cacau. Les normes alimentàries immediatament van regular la composició, inspirades per les investigacions d'Arthur Hill Hassal. Hassal és un dels primers científics que investiga la composició d'aliments amb el fi detectar possibles falsificacions. S'havia de distingir el producte ver dels succedanis.
A la fi del segle xix la revista mèdica britànica The Lancet fa una revisió de cinquanta marques de xocolata angleses, i denuncia nombroses adulteracions. Quan el 1875 Daniel Peter amb l'ajuda d'Henri Nestlé reeix afegir llet condensada a l'elaboració de la xocolata, disminuint la quantitat de cacau, altres industrials van veure l'oportunitat de reduir la quantitat de cacau, l'ingredient més car de la seva elaboració. La situació es va complicar amb l'aparició de noves formes de xocolata, com la xocolata blanca, la xocolata amb llet, les cremes de cacau, el cacau en pols soluble, etc.

## Segle XX

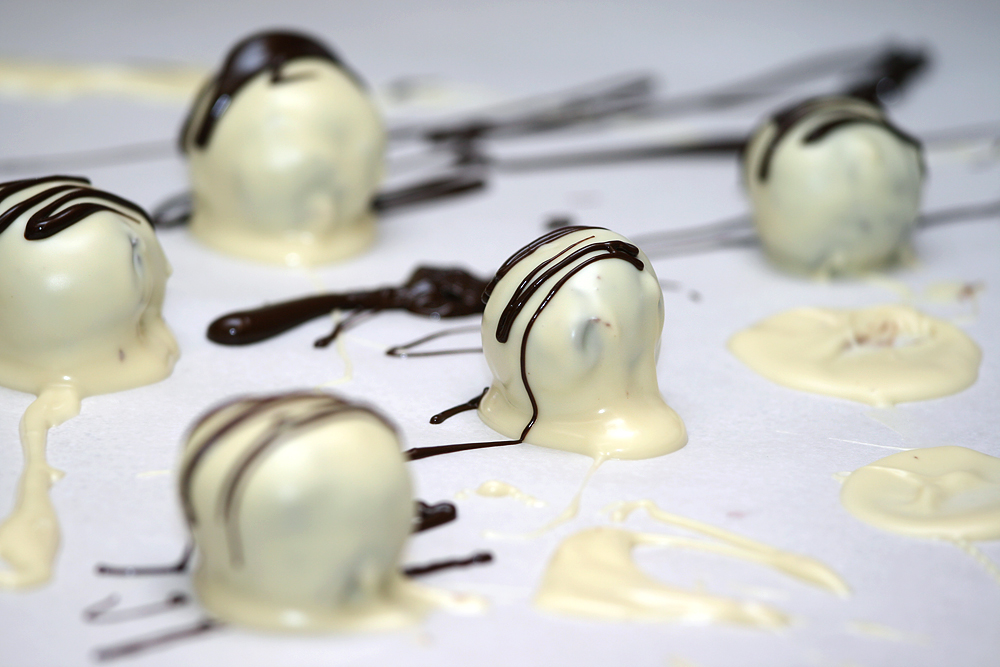
La xocolata blanca fa la seva aparició el 1930

Neixen nous productes com ho és el gelat de xocolata, inventat per Christian Nelson el 1921 a la ciutat d'Onawa, Iowa. La motivació del seu invent era la d'oferir als clients un gelat nou. El problema era el de barrejar la xocolate amb la massa del gelat, per les seves desiguals punts de fusió. Al final aconsegueix elaborar el producte recobrint d'una capa de xocolata i el denomina Temptation I-Scream Bar. El gener de 1922 rep la patent amb la denominació d'Eskimo Pie. El producte es fa molt popular i aviat es distribueix amb diverses marques per tot el món. La xocolata blanca no va començar a realitzar-se fins a 1930. Aquest tipus de xocolata es realitza amb la mantega de cacau, llet i sucre. Les propietats antioxidants de la xocolata es troben al pols de cacau. Per tant, la xocolata blanca és un producte més inestable, de major caducitat. Posseeix a més requeriments especials d'emmagatzematge en necessitar embolcalls opaques, a causa de la sensibilitat i inestabilitat dels greixos de la llet presents en la xocolata blanc a la llum.
El 1908 va començar a comercialitzar-se a Suïssa per l'empresa Tobler & Cie una nova barra de xocolata en forma de prisma anomenada Tobler-O-rum, més tard canviat en Toblerone fent una contracció de Tobler (cognom del propietari de la xocolatera suïssa: Theodor Tobler) i torrone (una espècie de nougat italià). Toblerone mostrava com a innovació la barreja de fruita seca (generalment ametlles i nous) amb xocolata.

### La xocolata de la Segona Guerra Mundial
Durant la Segona Guerra Mundial el govern dels Estats Units decideix incorporar les barres de xocolata com ració de combat, comissiona a Milton S. Hershey per crear unes barres de xocolata especials: Xocolata de les forces armades dels Estats Units. La primera ració de barra de xocolata d'emergència encarregada per les Forces Armades dels Estats Units, va ser l'anomenada ration D Bar. El coronel Paul Logan es va dirigir a The Hershey Company el mes d'abril de 1937, i es va reunir amb William Murrie, president de la companyia, i Sam Hinkle, el químic en cap. Milton Hershey va estar extremadament interessat en el projecte quan es va informar de la proposta, i després de la reunió es va iniciar la primera producció experimental de la ration D Bar.
El Coronel Logan va exposar quatre requeriments per a la ration D Bar Aquesta hauria de:
1. Pesar 4 unces;
2. Tenir un alt valor energètic;
3. Ser capaç de suportar altes temperatures;
4. Tenir una sabor «una mica millor que papes bullides».

Logan estava convençut que la xocolata era, pel seu sabor, un candidat a ser l'aliment preferit de les tropes. El cap de químics, Hinkle, es va veure obligat a desenvolupar mètodes de producció enterament nous per produir les barres. L'equip de producció de la xocolata havia estat construït per moure una barreja fluida de xocolata i farina en motlles prefabricats però, no obstant això, la fórmula de xocolata resistent a la calor era una pasta enganxosa que no fluiria a cap temperatura. Per poder produir les barres, cada porció de quatre unces havia de ser pastada, pesada i pressionada a mà dins d'un motlle, de manera completament artesanal. El resultat final era un bloc dur de xocolata color cafè fosc que només es podia partir amb una mica d'esforç.
El paquet de tres barres de xocolata de quatre unces se subministraria al soldat de combat perquè pogués aportar les 1,800 calories de suport mínim recomanat al dia. D'altra banda, i a més del sabor poc atractiu de la ration D, es va incloure en la seva composició un supressor de la gana, per evitar que els soldats les engullesen.
El Coronel Logan va quedar complagut amb el primer lot de mostres, i al juny de 1937, les Forces Armades dels Estats Units van ordenar una comanda de 90.000 «barres Logan», que van ser provades a les bases militars de les Filipines, Panamà, a la frontera de Texas i a altres bases dels Estats Units. Algunes barres van arribar fins i tot a formar part dels subministraments de la tercera expedició Antàrtida de l'Almirall Byrd. Les proves van donar bons resultats, de manera que les Forces Armades van començar a fer-ne comandes regulars. Quan els Estats Units es van involucrar en la Segona Guerra Mundial després de l'atac a Pearl Harbor, es va ordenar que les barres fossin enviades en envasos a prova d'armes químiques. Es van fer nombrosos canvis en l'envasament de les barres, en funció de l'escassetat de recursos i de les sol·licituds de l'exèrcit entre 1941 i 1945.
El 1943, la Divisió de Subministraments de les Forces Armades va comentar a Hershey la possibilitat de produir un estil de xocolata amb el sabor una mica millorat, però que encara aguantés la calor extrema. Després d'un curt període d'experimentació, la Hershey company començar a produir el seu nou producte, el Hershey's Tropical Bar. Aquesta era més semblant a les barres de xocolata normals, tant en forma com en sabor. No obstant això, molts soldats seguien notant que la xocolata era tosc i poc desitjable, si bé era perfecte com menjar ràpid al camp de batalla, o com a material per al barata. S'estima que entre 1940 i 1945 es van produir més de 3.000 milions de barres d'aquests dos tipus, i que es van distribuir als soldats a tot el món. El 1939, la planta de Hershey era capaç de produir unes 100.000 racions de barres al dia, però al final de la Segona Guerra Mundial la seva capacitat de producció s'havia incrementat fins al punt de produir 24 milions de barres a la setmana. Pels seus serveis durant la guerra, la companyia va rebre cinc condecoracions de l'exèrcit tipus 'E' per la qualitat i quantitat de la seva producció.

### Arribada de nous productes
La companyia nord-americana anomenada Hebert Candies el 1955, introdueix la Mars, Incorporated com la primera companyia que elabora xocolata blanca als Estats Units. Apareixen els succedanis de la xocolata com el vegelate. Preparacions exòtiques com la font de xocolata inventada per Ben Brisman en la dècada de 1920, posteriorment comercialitzada per la companyia canadenca Design & Realisation. L'origen dels fideus de xocolata es remunta almenys fins al segle xviii, quan els confiters francesos van començar a utilitzar-los per decorar pièces montées postres. Els hagelslag neerlandesos van ser inventats el 1936 per Gerard de Vries per a la companyia neerlandesa Venz que els va popularitzar. Després de molta investigació i desenvolupament, de Vries i Venz van crear la primera màquina capaç de produir petits fideus de xocolata. Aquests van ser batejats hagelslag per la seva semblança la calamarsa. Si el contingut de cacau és inferior al 35% s'anomena cacaofantasie en lloc de hagelslag.
De la mateixa manera apareixa la crema de xocolata per ser untades en llesques de pa, aquestes cremes estan inspirades en la tècnica de la gianduia. La seva comercialització s'inicia el 1963 a Europa amb marques com la Nutella italiana, l'espanyola Nocilla, Pastador (Bèlgica), Kwatta… La xocolata de recobriment (amb percentatges alts de mantega de cacau) es comença a emprar en altres productes com biscuits, un exemple és el Rowntree's Xocolata Crisp, dissenyat per Rowntree's el 1911. Es van comercialitzar al format actual el 1946 amb la denominació Kit Kat Chocolate Crisp que acaba abreviant-se com Kit Kat. La mateixa situació ocorre amb l'aparició de begudes basades en el sabor del cacau a mitjan segle xx. Durant la carrera espacial dels anys setanta la xocolata va ser considerat com una opció acceptable de possible aliment espacial, ocupava poc espai i aportava calories als astronautes. A Europa apareixen els M&M estan basats en els Smarties anglesos. Forrest Edward Mars va veure soldats durant la Guerra Civil Espanyola menjar boletes de xocolata cobertes de sucre que evitava que s'embrutessin els dits. Després que els nord-americans Forrest Mars i R. Bruce Murriec compressin el 1939 els drets, van introduir el producte al mercat nord-americà amb un altre nom perquè ja es venia un dolç amb el nom de Smarties. Van utilitzar les inicials dels seus cognoms: M & M.

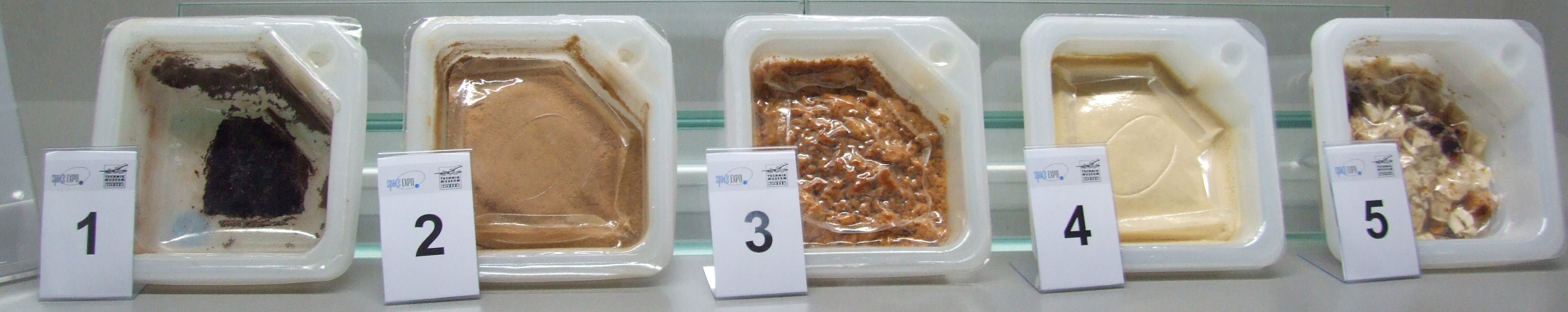
Llista d'aliments espacials envasats en plàstic al buit, entre ells hi ha la xocolata instantània, en la imatge es pot veure : 1. te, 2. xocolata instantània, 3. ous remenats amanits, 4. vainilla instantània, 5. fideus amb pollastre; Technik Museum Speyer.

La producció de cacau al món està dominada pels països productors d'Àfrica Occidental (principalment Costa d'Ivori i Ghana) que junts realitzen gairebé uns 70% de la producció mundial. Fins a la dècada de 1930 el seu poder es va veure només amenaçat per Brasil. És a la dècada de 1980 quan els països com Malàisia i Indonèsia apareixen com productors. Europa apareix com un dels majors consumidors, tant en proporció com en raó per capita. Al segle xx es comença a investigar la seva composició, des del punt de vista nutricional i farmacològic. Es descobreix el contingut de certs fitoquímics.